# Wilhelm Solf

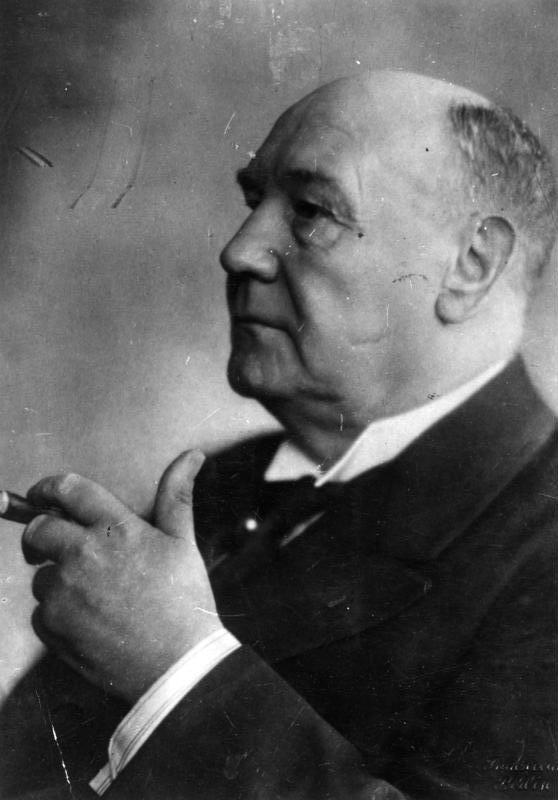
Wilhelm Solf (1911)

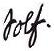
Signatur Wilhelm Solfs

Wilhelm Heinrich Solf (* 5. Oktober 1862 in Berlin; † 6. Februar 1936 ebenda) war ein deutscher Politiker und Diplomat.
Nach dem Studium der Indologie in Berlin und einem Aufenthalt in London wurde er 1888 in den diplomatischen Dienst aufgenommen und war am deutschen Generalkonsulat in Kalkutta (Britisch-Indien) tätig. Im Anschluss daran erwarb er an der Universität Göttingen die juristischen Staatsexamina. Im Jahre 1898 ging er als Bezirksrichter nach Daressalam in Deutsch-Ostafrika und 1899 als Präsident des Munizipalrates nach Apia auf Samoa; 1900 wurde er Gouverneur der neuen deutschen Kolonie Deutsch-Samoa. Seinen Vorstellungen von einem humanen Kolonialismus folgend, gelang es ihm 1904, den Lauati-Aufstand (Mau a Pule) ohne Waffengewalt zu beenden.
Im Dezember 1911 trat Solf als Staatssekretär an die Spitze des Reichskolonialamtes. Während des Ersten Weltkrieges war er ein entschiedener Unterstützer der Politik des Reichskanzlers Theobald von Bethmann Hollweg. Er setzte sich für einen frühen Verständigungsfrieden ein, mit dem er einen kolonialen Ausgleich verbinden wollte. Unter der Kanzlerschaft Max von Badens avancierte Solf 1918 zum Staatssekretär des Auswärtigen Amtes. Auch nach der Novemberrevolution behielt er dieses Amt, bis er im Dezember 1918 zurücktrat.
Von 1920 bis 1928 war Solf  deutscher Botschafter in Tokio; er förderte die kulturelle und politische Wiederannäherung beider Länder.

## Herkunft und Familie
Wilhelm Solf entstammte einer kleinbürgerlichen Familie. Seine Vorfahren waren vermutlich zur Zeit König Gustav Adolfs aus Schweden nach Worbis (Eichsfeld) ausgewandert. Solfs Großvater, ein gelernter Tischler, kämpfte in den Befreiungskriegen gegen Frankreich und gelangte als Einnehmer des Straßenzolls nach Lebus (Provinz Brandenburg) zu einigem Wohlstand.
Mit Wilhelm Solfs Vater Hermann begann der soziale Aufstieg der Familie. Dieser war zur Ausbildung in einer kaufmännischen Handlung in Stettin tätig gewesen. 1856 heiratete er Augusta Peters, Cousine des Indogermanisten Jacob Wackernagels. Mit dem Abklingen der Gründerkrise gelang es Hermann Solf, sein Vermögen geschickt zu vermehren. So konnte er in den 1880er Jahren in Altenburg mehrere Braunkohle-Bergwerke erwerben und allen seinen sechs Söhnen eine akademische Ausbildung bieten. Zugleich schaffte er es, in Berlin Fuß zu fassen, was sich in seinem langjährigen Stadtverordnetenmandat für die Deutsche Freisinnige Partei widerspiegelt. Zudem war er Mitglied verschiedener Freimaurerlogen. Er erzog, obwohl selbst Katholik, seine Kinder im protestantischen Glauben seiner Frau.

## Leben

### Jugend und Studium

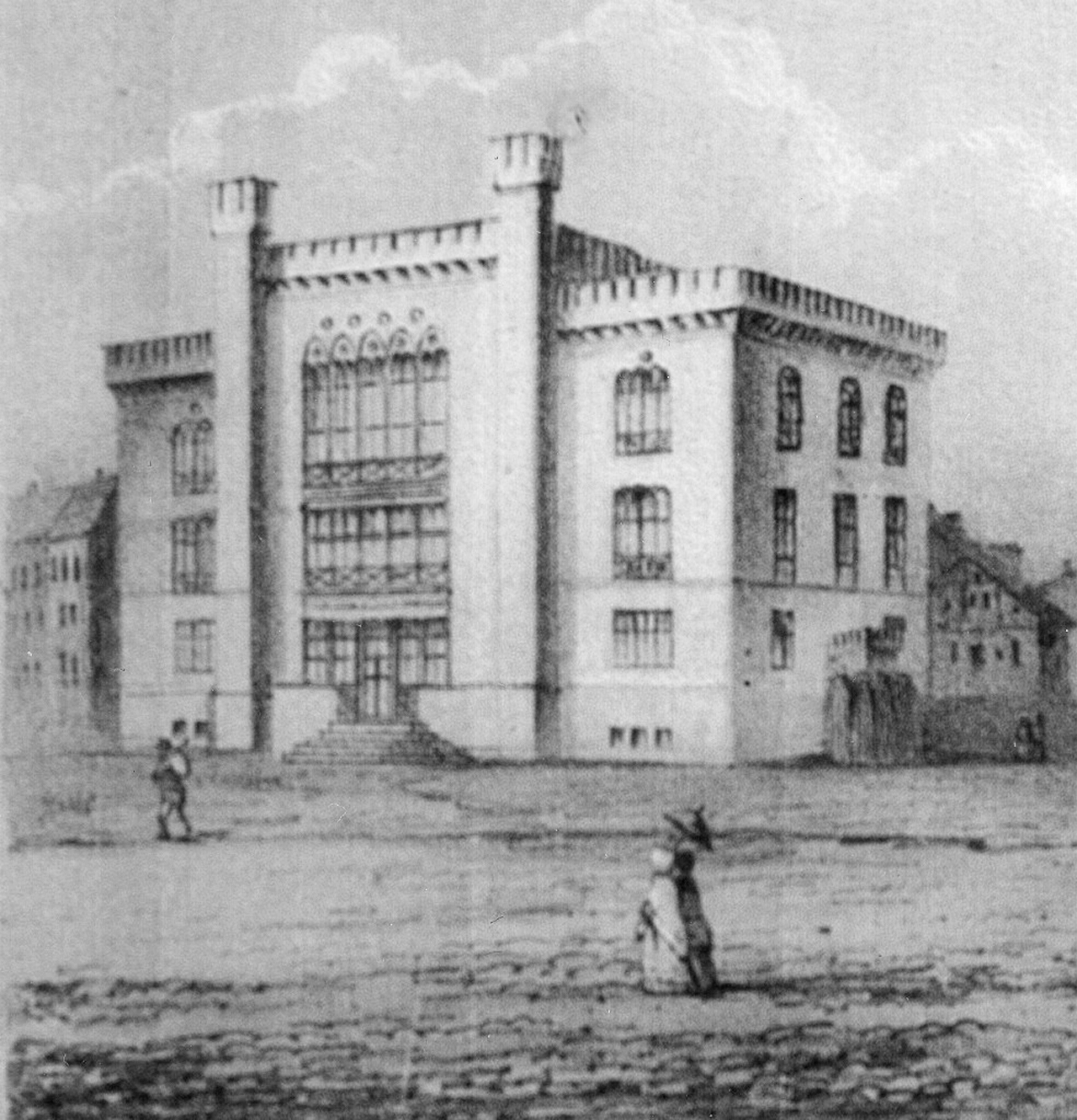
Gymnasiumsneubau von 1851 in Anklam, beherbergt heute die ev. Schule Peeneburg

Wilhelm Solf war das vierte von insgesamt sieben Kindern. Seine Familie war zum Zeitpunkt seiner Geburt frei von Existenzsorgen und nahm am gesellschaftlichen Leben des Berliner Bürgertums teil. Dem Wunsch seiner Mutter entsprechend besuchte Wilhelm Solf eine Schule außerhalb der geschäftigen Großstadt. Zunächst ging er auf das Gymnasium in Anklam (heute „Otto Lilienthal-Gymnasium“, Provinz Pommern), von dem er nicht wegen unzureichender Leistungen, sondern wegen seines losen Mundwerkes verwiesen wurde. Seit 1879 besuchte er daher das Großherzogliche Gymnasium in Mannheim, wo er 1881 die Reifeprüfung mit guten Durchschnittsleistungen ablegte.
Erzählungen über den Fernen Osten und im Besonderen über den indischen Subkontinent fesselten Wilhelm. Er entschloss sich daher, Indologie zu studieren, und schrieb sich an den Universitäten Berlin, Kiel, Halle und Göttingen ein. Während seines Studiums in Göttingen wurde er Mitglied der Landsmannschaft Verdensia. In Kiel wurde er Mitglied der Landsmannschaft Slesvico-Holsatia. 1885 legte er sein Examen in indischer Philologie, Sanskrit und Philosophie in Halle mit dem Prädikat „magna cum laude“ ab. In seiner Dissertation, mit der er promoviert wurde, befasste er sich mit altindischer Liebeslyrik, die er übersetzte und mit quellenkritischen Anmerkungen versah. Sein Lehrer Richard Pischel schuf, wie Solf später sagte, die „geistige Tinktur seiner Weltanschauung“ und war insofern für seinen weiteren Lebensverlauf von prägender Bedeutung.
Nach dem Studium arbeitete der junge Doktor der Philosophie an der Universitätsbibliothek Kiel. In der Provinz Schleswig-Holstein wurde er zur Marine eingezogen, jedoch wenig später wegen seiner Körperfülle und eines Fußleidens als wehruntauglich entlassen.

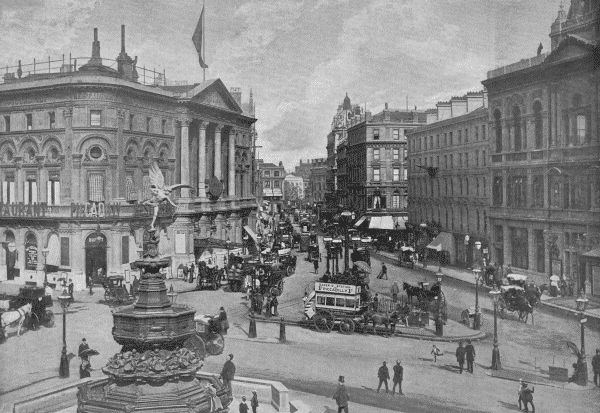
Piccadilly Circus – kosmopolitische Atmosphäre in der Weltstadt London

Die freigewordene Zeit nutzte Solf für das Erlernen weiterer asiatischer Sprachen (Urdu und Persisch) am Seminar für Orientalische Sprachen in Berlin. 1888 erschien seine deutsche Übersetzung der englischsprachigen Sanskrit-Grammatik Franz Kielhorns, die bis heute zu den Standardwerken der Indologie gehört. Im selben Jahr folgte er seinem Studienfreund, dem Orientalisten Friedrich Rosen, nach London, in die damalige Welthauptstadt der Indien-Forschung. In Briefen an seine Eltern beschrieb Wilhelm Solf den britischen Lebensstil: Zwar sei das englische Leben teuer und Sonntage so langweilig, dass jeder Hund sich freuen könne, „dass er Flöhe hat“. Doch die Eleganz und größere innere Freiheit, „frei von den vielen förmlichen Fatzkereien in unserer Heimat“, hatte es ihm angetan.
Zu dieser Zeit trat der mit der Familie Solf bekannte Diplomat Rudolf Lindau an das Auswärtige Amt heran, um Wilhelm Solf für die Dolmetscherlaufbahn vorzuschlagen. Seine außergewöhnlichen Sprachkenntnisse führten zur Aufnahme Solfs in den Auswärtigen Dienst, den er sogar der „sicheren Stelle in Oxford“ vorzog. Am 10. Dezember 1888 wurde Wilhelm Solf in den Dienst des Reiches aufgenommen und mit der Wahrnehmung der Sekretariatsgeschäfte am Kaiserlichen Generalkonsulat in Kalkutta (damals Hauptstadt Britisch-Indiens) beauftragt.

### Indien

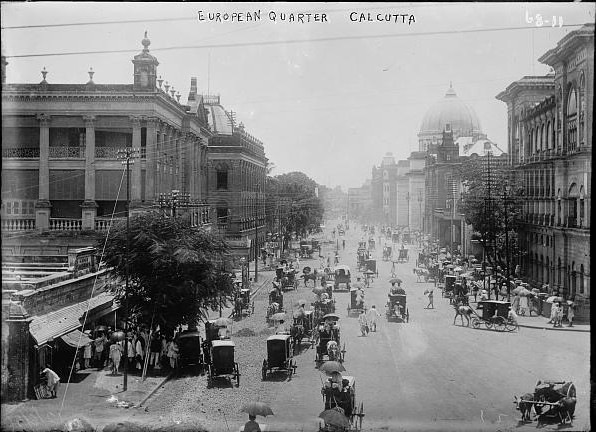
Kalkutta – geschäftige Hauptstadt Britisch-Indiens

Anfang Januar 1889 reiste Wilhelm Solf mit einem Diplomatenpass nach Britisch-Indien aus. Der 27-Jährige schrieb aus Kalkutta, er habe sich nun in die „Knechtschaft der Großen dieser Welt“ begeben, „selbstverständlich mit den Freiheiten eines Gentlemans“. Schon am 31. Mai konnte sein Vorgesetzter, der Generalkonsul Gerlich, an Bismarck melden, dass Solf durch „Diskretion, Takt, gute Sprachkenntnisse und Gewissenhaftigkeit“ geglänzt habe und daher auch für höhere Aufgaben geeignet sei.
Zwischen Solf und Gerlich entwickelte sich eine Männerfreundschaft. Der Generalkonsul gab Solf Reitunterricht. Die fröhliche, offene Art des jungen Konsulatsekretärs machte ihn im gebildeten Umfeld der Diplomatie beliebt. („Alle Dinge lassen sich besser am weißen als am grünen Tisch erledigen.“ – „Ein tüchtiger Diplomat muss auch einen guten Magen haben.“)
Bald wurde er Mitglied der Asiatic Society und verkehrte regelmäßig, durch die Beherrschung des Hindustani begünstigt, zum Argwohn der Briten mit Indern.
Im Jahr 1890 traf mit Edmund von Heyking ein neuer Generalkonsul ein. Der selbstbewusste und schwerfällige baltische Baron unterhielt zu Wilhelm Solf ein erheblich schlechteres Verhältnis, als es sein Vorgänger getan hatte. Solf schrieb nach Hause, Heyking gehöre zu „den adligen Wanzen, die sich in die Spalten der Throne einnisten.“ Heyking verweigerte Solf, der nach höheren Aufgaben strebte, die Zusatzprüfung, die für die Übernahme konsularischer Tätigkeiten nötig gewesen wäre. Dieser sah trotz seiner persönlichen Abneigung gegen seinen Vorgesetzten ein, dass dieser in der Sache recht hatte: Für das Erlangen höherer Stellungen war eine juristische Ausbildung nötig. Daher quittierte Solf am 14. Januar 1891 den Dienst und schrieb sich erneut ein.
Er entschied sich für die Friedrich-Schiller-Universität Jena. Dort kam er über den Hof des Herzogs Carl Alexander von Sachsen-Weimar-Eisenach zum ersten Mal mit der deutschen Kolonialbewegung in Kontakt. Weimar war unter der Regentschaft Carl Alexanders zur Hauptstadt der Übersee-Begeisterung avanciert, bei Hofe verkehrten führende Afrikaforscher. Nachdem Solf 1892 vor dem Kammergericht in Berlin die Referendarprüfung erfolgreich abgelegt hatte, leistete er vor dem Amtsgericht Weimar den Vorbereitungsdienst ab. Im September 1896 wurde er nach bestandenem Staatsexamen zum großherzoglich-sächsischen Gerichtsassessor ernannt. Im gleichen Jahr meldete er sich beim Auswärtigen Amt zur Wiederaufnahme des Dienstes, worauf er, dem eigenen Wunsch entsprechend, in die Kolonialabteilung kam.

### Ostafrika

Wilhelm Solf (Mitte, dunkler Anzug) auf einer Veranstaltung in Daressalam, 1898

Schon im August 1897 übertrug ihm Oswald von Richthofen, der Leiter der Kolonialabteilung, die bedeutungsvolle Aufgabe eines Reformentwurfs für die Besteuerung der einheimischen Bevölkerung in Deutsch-Ostafrika. Dabei zeigte Solf einen solchen Drang, sich mit der Kultur des betreffenden Landes auseinanderzusetzen, dass er sich im darauf folgenden Frühjahr auf einem HAPAG-Dampfer nach Deutsch-Ostafrika einschiffte. Der Indologe und Volljurist hatte die Weisung erhalten, in der Hauptstadt der Kolonie, Daressalam, den Posten eines Richters zu übernehmen.
Mitte April betrat er in Tanga erstmals afrikanischen Boden und wurde vom stellvertretenden Gouverneur Rudolf von Bennigsen herzlich empfangen. Zu Gouverneur Eduard von Liebert hatte er anfangs ein gutes Verhältnis und konnte so entscheidenden Einfluss auf den schwankenden General ausüben. Liebert, ein früher Anhänger des Alldeutschen Verbandes, war in außenpolitischen Angelegenheiten wenig versiert und übertrug dem Richter Solf sämtliche Verwaltungsaufgaben, die die britischen und belgischen Nachbarkolonien betrafen. „Der Gouverneur ist ein leidenschaftlicher Feind der Engländer, und ich muss meine ganze Geschicklichkeit anwenden, um ihn von hieraus resultierenden Dummheiten abzuhalten.“
Nach dem Besuch der Insel Sansibar 1898 schrieb er wehmütig, Sansibar könne auch in Indien liegen. Doch wie schon in Indien, als sein Hauptaugenmerk den Einheimischen galt, so befasste er sich in Daressalam mit der afrikanischen Kultur. An seine Eltern schrieb er, die Afrikaner würden ihm viel Freude machen und jeder Deutsche müsse ihnen dafür Dank zollen, dass „sie nicht auf die Idee gekommen sind, uns zu kolonisieren“.
Im Spätherbst 1898 erreichte ihn der Ruf des Auswärtigen Amtes, als deutscher Konsul nach Samoa zu gehen, das damals im Fokus der Großmächte lag. Solf war von dem Angebot angetan und reiste, während sich Gouverneur Liebert in Deutschland befand, Richtung Südsee ab. Liebert bezeichnete Solf daraufhin als „Fahnenflüchtigen“ und das ehemals gute Verhältnis zu ihm verkehrte sich, nicht zuletzt durch größer werdende politische Distanz, in sein Gegenteil.

### Neutrales Samoa

#### Vorgeschichte

Tamasese

Seit die Vereinigten Staaten 1878 den östlichen Teil Samoas durch die Flaggenhissung in Pago Pago zu ihrem Besitz erklärt hatten, war die Südsee-Inselgruppe zum Zankapfel der Großmächte geworden. Während im Osten der amerikanische Einfluss überwog, konkurrierten im Westen Großbritannien und das aufstrebende Deutsche Reich. Das hanseatische Handelshaus Godeffroy hatte durch mehrere Faktoreien erheblichen Einfluss gewonnen. Auch der Eifer der christlichen Missionen verursachte wachsende Zwistigkeiten. Die drei beteiligten Großmächte versuchten auch über den Kampf um das neue Oberhaupt der Samoaner Einfluss auszuüben und unterstützten jeweils einen eigenen Kandidaten.
1881 kam es erneut zu Konflikten im Zusammenhang mit der Königswahl. Die Briten unterstützten Malietoa Laupepa, während sich die Deutschen für Tamasese aussprachen. Als es 1887 während einer Kaiser-Geburtstagsfeier zu einem Zusammenstoß zwischen Deutschen und Samoanern kam, wurde Laupepa gefasst und ins Exil in das spätere Deutsch-Kamerun geschickt. Die englischen und amerikanischen Vertreter riefen, durch diese diplomatische Niederlage gekränkt, Mataafa Josefo auf der Nebeninsel Savaiʻi zum Gegenkönig aus. 1889 konnte der Konflikt schließlich durch die Samoa-Akte beigelegt werden. Dieser Vertrag sah vor, dass Samoa zum neutralen Gebiet erklärt, ein Konsulargerichtshof eingerichtet und der Bezirk der Hauptstadt Apia zum Munizipaldistrikt gemacht wurde. Die Aufgabe, dem Munizipalrat vorzustehen, war von Anfang an deutschen Beamten vorbehalten.
Nach dem Tode König Tamaseses 1897, der durch die Samoa-Akte zum Oberhaupt proklamiert worden war, entbrannte der Konflikt erneut: Die Bevölkerung rief Tamasese II. zum König aus, was zu Protesten der Mataafa- und Malietoa-Anhänger führte. Im August 1898 starb Malietoa eines natürlichen Todes und Mataafa kehrte auf einem deutschen Kreuzer nach Apia zurück. Der Sohn Malietoas, Tanu Malietoa, kämpfte in den folgenden Monaten gegen die „deutsche Partei“ Mataafas. In diesem Kampf unterlagen die Anhänger Malietoas, weshalb sich der amerikanische Konsul Chambers von Samoa absetzte und dem deutschen Munizipalpräsidenten Raffel das Feld überließ. Nach Verhandlungen über die Samoa-Frage zwischen dem britischen Premierminister Robert Gascoyne-Cecil, 3. Marquess of Salisbury und dem Staatssekretär des Auswärtigen Amtes Bernhard von Bülow in London hielt es die deutsche Außenpolitik jedoch für klüger, Raffel aus Apia abzuberufen.

#### Munizipalpräsident in Apia
Um dieses Amt bewarb sich Wilhelm Solf noch aus Daressalam. Im November 1898 erhielt er die Zusage und reiste vorerst nach London, um dort die Meinung der maßgeblichen Persönlichkeiten der Samoakrise kennenzulernen und so „möglichst vorurteilslos“ seinen Posten anzutreten. Nicht ohne Bedacht wählte Solf auch die Route über die USA, in die er in offizieller Mission des Auswärtigen Amtes reiste. Im März 1899 traf er in New York ein, um mit Präsident William McKinley und dem deutschen Botschafter Theodor von Holleben zusammenzutreffen. Das immense Interesse der amerikanischen Öffentlichkeit an der Samoakrise zeigte sich auch am Empfang des Munizipalpräsidenten, der, von Journalisten umringt, der Presse Interviews gab. Ende April reiste Wilhelm Solf von San Francisco aus nach Samoa ab, wo er im November 1899 offiziell zum Munizipalpräsidenten ernannt wurde.
Durch ein eigenmächtiges Vorgehen des Fregattenkapitäns Emsmann verschärfte sich die Lage auf Samoa wenig später wieder. Emsmann bezichtigte Solf der „Schlappheit“ und forderte ihn auf, seinen „Pflichten gegenüber dem Kaiser auch auf Samoa nachzukommen“. Erregt wies der Munizipalpräsident den Kommandanten darauf hin, dass nur er selbst dazu befugt sei, „im Namen Seiner Majestät Politik zu betreiben“. Die Marine solle sich, nur weil sie die „Lieblingswaffengattung Seiner Majestät“ sei, nicht als „Herr der Südsee“ aufspielen. Solf erstattete Anzeige wegen Beamtenbeleidigung und sandte einen offiziellen Bericht an den Reichskanzler Hohenlohe, was für die damalige Zeit ein bemerkenswertes Eintreten für die Rechte der zivilen Gewalt gegenüber dem Einfluss der Militärs darstellte.

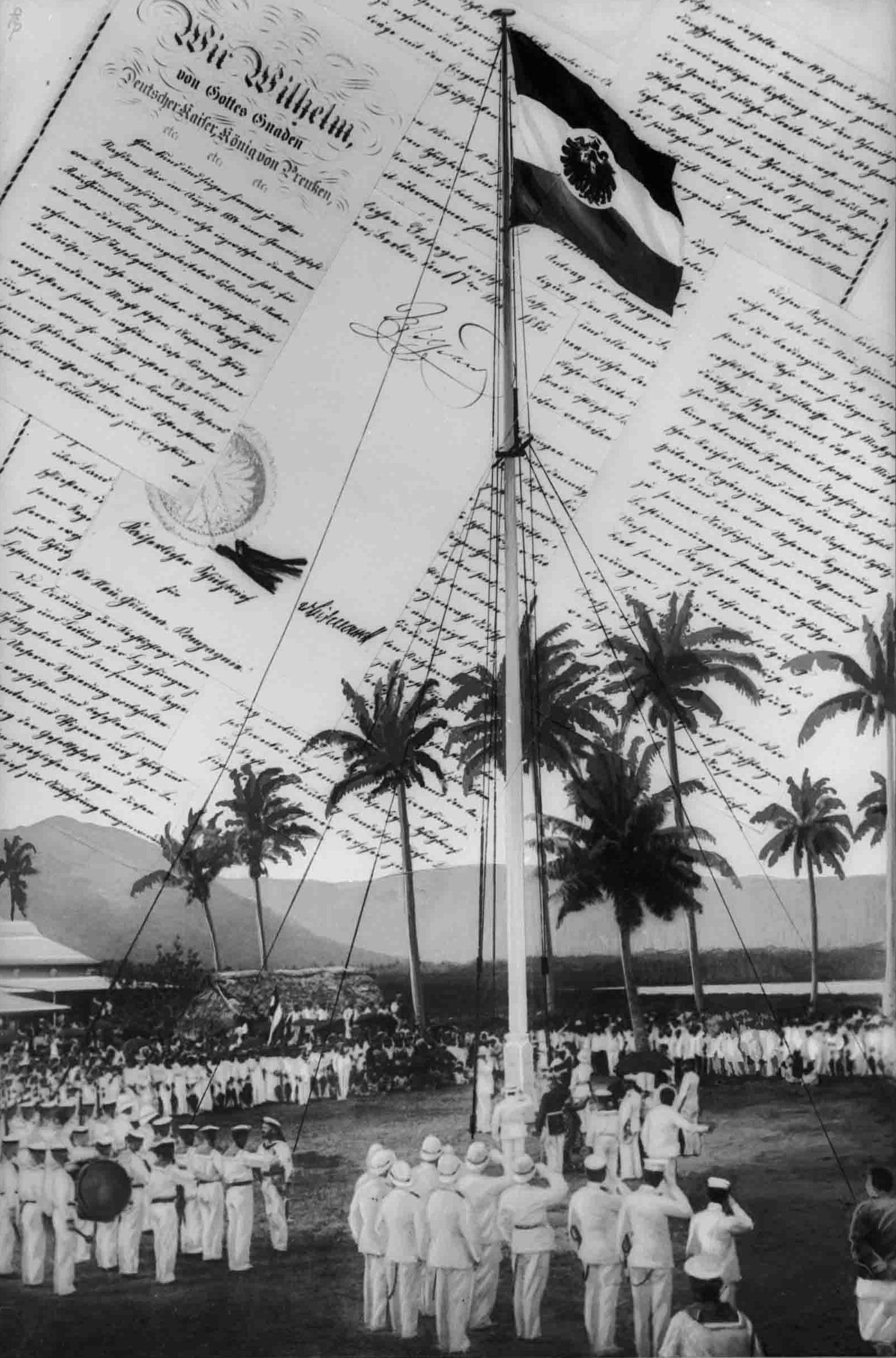
Flaggenhissung auf Samoa am 1. März 1900 (Photomontage mit dem kaiserlichen Schutzbrief im Hintergrund)

Als das Schreiben in Berlin eintraf, hatte sich die Situation entschieden geändert. In London hatten sich die Großmächte über die Samoa-Frage einigen können: Upolu und Savaiʻi wurden Deutschland als Kolonie zugesprochen, Amerika durfte den östlichen Teil der Inselgruppe als Überseeterritorium behalten, während sich Großbritannien unter der Belastung des Burenkrieges in Südafrika von Samoa zurückzog. Trotz der patriotischen Hochstimmung unter den Samoa-Deutschen behielt Solf seine nüchtern-realistische Sichtweise. An Oswald von Richthofen schrieb er, man müsse „das zum Überdruss gesungene Lied vom falschen Albion durch eine versöhnlichere Komposition“ ersetzen.
In seinem Antwortschreiben legte Richthofen ihm den neuen Gouverneursposten nahe, den Solf, trotz des Widerstands der Marine, auf „allerhöchsten Wunsch Seiner Majestät“ erhielt. Am 1. März 1900 fand die Hissung der deutschen Flagge und die Übernahme Samoas in feierlichem Rahmen statt. In einem Brief an Friedrich Rosen schrieb der neue Gouverneur Wilhelm Solf, für den mit der Flaggenhissung ein neuer Lebensabschnitt anfing:

„Die ganze durch nationale Eifersüchteleien miteinander veruneinte europäische Bevölkerung, ferner die hier eine Rolle spielenden Missionen, die trotz ihres christlichen Berufes alle untereinander verfeindet sind, dazugegen 6000 Samoaner, die von allen Seiten gekommen waren, um die Flagge zu sehen, diese ganze bunte Gesellschaft sollte unter einen Hut gebracht werden. Nun heißt es Gesetze machen und feste Verordnungen schmieden.“

### Gouverneur auf Samoa

#### Anfänge: Stabilität durch Selbstverwaltung

Gouverneurshaus in Apia, Samoa

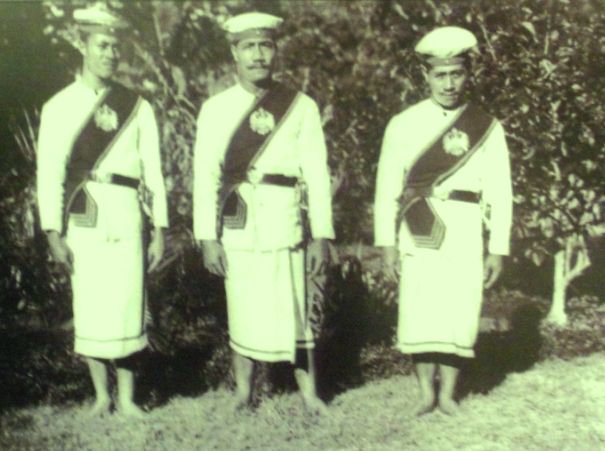
Polizisten in Uniform auf Samoa

Dem Gouverneur stellte sich als dringendste Aufgabe die Befriedung der Einwohner. Die untereinander zerstrittenen Samoaner waren nun erstmals unter eine einheitliche Fremdherrschaft geraten. Wilhelm Solfs Maxime war in dieser Frage eindeutig: „Ich habe mich von Anfang an auf den Standpunkt gestellt, den ich in Indien gelernt und in Afrika gelehrt habe, sich in reine Eingeborenenverhältnisse möglichst wenig hineinzumischen.“
Dennoch mussten zunächst klare Verhältnisse geschaffen werden. Nachdem die beiden Thronprätendenten, Tanu und Mataafa, auf die Königswürde verzichtet hatten, erklärten sich auch die Samoanischen Adelsparlamente, Tumua und Pule, bereit, den Kaiser als Tupu Sili, d. h. etwa „hoher Herr“, anzuerkennen. Dem Gouverneur standen zur Überzeugung der Samoaner weder militärische Macht noch Geld zur Verfügung. Solf reiste durch das Innere der Samoa-Inseln Upolu, Savaii, Apolima und Manono und sprach selbst mit den Dorfoberhäuptern. Dabei eignete er sich bald eine ausreichende Kenntnis der Samoanischen Sprache an und brachte bedeutende Clan-Chefs wie Lauati (Savaii) und Mataafa hinter sich. Die Überzeugungsarbeit erwies sich als langwierige Holzhackerarbeit: „Meine Waffe ist Geduld und die Kunst, mit den Häuptlingen stundenlang Verhandlungen zu pflegen, dabei immer angenehme Dinge zu sagen, ohne irgendeine Verpflichtung einzugehen.“

Mataafa Josefo (rechts, mit Otto Tetens)

Als wichtigstes Mittel, die deutsche Herrschaft zu festigen, erschien Solf die samoanische Selbstverwaltung: Ebenso wie die Briten in Indien wollte er auf Samoa nach dem Prinzip der Indirect rule verfahren. Weniger Humanismus, sondern vor allem die Tatsache, dass er wenig Militär zur Verfügung hatte, zwang zu dieser Vorgehensweise der Herrschaftssicherung. Dazu erhielt Wilhelm II. mit dem Titel Tupu Sili die samoanische Königswürde, während Mataafa mit der Bezeichnung Ali'i Sili bedacht wurde. Gleichzeitig teilte das Gouvernement die samoanischen Inseln in elf Distrikte mit jeweils einem „Distrikthäuptling“ ein. Zudem besaß jeder Distrikt einen einheimischen Richter (Schulzen). Der Rat der Distrikthäuptlinge, die Faipule, stand dem Ali'i Sili zur Seite. In diesem Parlament waren auch Vertreter der Mataafa-feindlichen Malietoa-Partei vertreten.
Auf einer feierlichen Versammlung am 14. August 1900, einem sogenannten Fono, wurden die Distrikthäuptlinge offiziell zu deutschen Beamten ernannt. Daneben begann der Ausbau des Schulsystems. Bis 1914 entstanden 320 Schulen mit 10.000 Schülern (bei insgesamt 33.000 Einwohnern), in denen von Anfang an bilingual, Deutsch und Samoanisch, mit Schwerpunkt auf letzterem, unterrichtet wurde. Am Kaisergeburtstag 1901 erhob das Gouvernement erstmals eine Kopfsteuer, die von den Samoanern pünktlich und ohne Widerstand gezahlt wurde. Die Erlöse wurden gänzlich für das Schulsystem und die Gehälter der Distrikthäuptlinge ausgegeben. Zudem sprach sich Solf grundsätzlich gegen die Einrichtung einer „Schutztruppe“ aus.
Für die Belange der Europäer richtete Solf einen Gouvernementsrat ein, der aus hohen deutschen Beamten und bedeutenden Vertretern der Wirtschaft bestand. Dieses Organ besaß allerdings, ebenso wie die Faipule für den Ali'i Sili, nur beratende Funktion. Das Verhältnis der weißen Einwohner Samoas untereinander hatte sich vor Beginn der deutschen Herrschaft immer wieder als Problem erwiesen, auf dessen langfristige Lösung Solf bedacht war. Daher unternahm er 1901 eine zweimonatige Studienreise nach Neuseeland, um sich bei dem dortigen Gouverneur Sir Arthur Hamilton-Gordon über die Methoden der britischen Kolonialverwaltung zu erkundigen.

#### Lobbyismus als kolonial- und wirtschaftspolitisches Hindernis

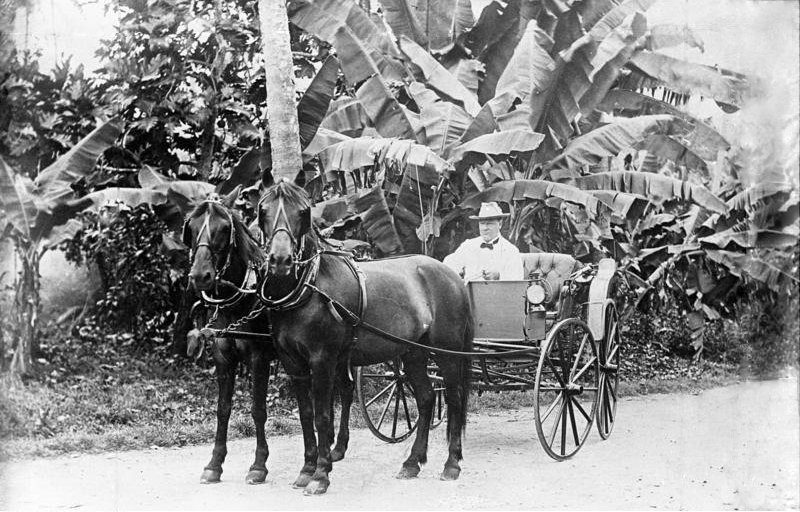
Gouverneur Solf in einer Pferdekutsche (bei Apia, 1910)

Wie in Neuseeland wuchs auch auf Samoa der Einfluss der Plantagen-Betriebe: Die Deutsche Handels- und Plantagengesellschaft, Marktführerin in Deutsch-Samoa, drängte beim Auswärtigen Amt auf ein Verbot für Samoaner, ihr Land an Nicht-Samoaner abzugeben. Dahinter stand die Hoffnung, eigene ungenutzte Landflächen möglichst teuer zu verkaufen. Solf erhob dagegen Einspruch, brachte das Gesuch zu Fall und zog sich damit die Feindschaft der Unternehmer zu.
Wilhelm Solf war als Gouverneur bei den Samoanern und den englischen Einwohnern beliebter als bei seinen eigenen Landsleuten. Die meisten Deutschen auf Samoa orientierten sich am Alldeutschen Verband, der im Reich für Samoa als Siedlungskolonie warb. Der Wortführer dieser Gruppe, Richard Deeken, ein ehemaliger Leutnant, veröffentlichte 1901 das Buch Manuia Samoa – Heil Samoa, das in Deutschland für eine regelrechte Samoa-Begeisterung sorgte. Obwohl Solf ans Auswärtige Amt schrieb, Deeken sei nur einige Wochen auf Samoa gewesen und seine Schilderungen müsse man oberflächlich nennen, siedelten sich einige Einwanderer als Pflanzer an. 1903 gründete Deeken die Deutsche Samoa-Gesellschaft als Opposition zum Gouvernement, was Wilhelm Solf als ungeschickte und lärmende Deutschhuberei titulierte. Deekens verwandtschaftliche Verbundenheit mit dem Reichstagsabgeordneten Karl Trimborn (Zentrumspartei) bildete die eigentliche Grundlage für die politische Offensive Matthias Erzbergers gegen die Kolonialpolitik.
Ende 1901 reiste Solf gesundheitlich bedingt zu seinem ersten Heimaturlaub nach Deutschland, wo ihm von Kaiser Wilhelm II. der Kronenorden verliehen wurde. Im März 1902 stand er als Kommissar des Bundesrates vor dem Plenum des Reichstags. In seiner Rede erläuterte er die Grundzüge seiner Verwaltung in Samoa, insbesondere die Selbstverwaltung der Einheimischen, was den Beifall aller Fraktionen fand. Doch auf Samoa waren unterdessen weitere Einwanderer eingetroffen, weshalb Solf die Abberufung Deekens als gemeingefährlichen Störenfried beim Auswärtigen Amt beantragte, was jedoch ohne Erfolg blieb. Im Sommer 1904 verurteilte das Obergericht Apia Richard Deeken wegen Beleidigung des Gouverneurs und Misshandlung chinesischer Arbeiter zu zwei Monaten Gefängnis.

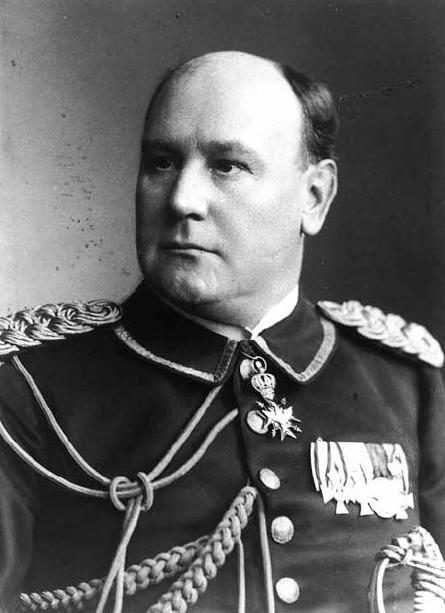
Wilhelm Solf als Gouverneur von Samoa

Die Frage der chinesischen Arbeitskräfte (Kulis) erwies sich ebenfalls als Problem. Die chinesischen Arbeiter ersetzten als Kulis die Samoaner, die aus politischer Rücksichtnahme nicht zur Zwangsarbeit herangezogen wurden. Ihre Arbeitsbedingungen waren extrem, die dreijährigen Kuli-Verträge erlaubten den Plantagenarbeitern kein Kündigungsrecht, körperliche Misshandlungen waren an der Tagesordnung. Seit 1905 kritisierte die chinesische Regierung die extremen Arbeitsbedingungen der Kulis, öffentliche Debatten setzten die Kolonialverwaltung unter Druck. Die Kolonialverwaltung versuchte, die gewalttätige Zwangsarbeit damit zu rechtfertigen, dass auch nach der Preußischen Gesindeordnung in Deutschland Körperstrafen zulässig seien – was den Protest aus China jedoch nicht mildern konnte.
Die Kolonialverwaltung sah sich daher gezwungen, den Protesten zumindest teilweise nachzugeben. Auf der Rückreise von seinem Heimatbesuch nahm sich Solf ein halbes Jahr Zeit, um in Niederländisch-Ostindien, China, auf den amerikanischen Philippinen und auf Deutsch-Neuguinea die Lebensumstände der Arbeiter kennenzulernen. Zurück auf Samoa schaffte er die körperlichen Strafen gänzlich ab und ließ Quartiere für die chinesischen Arbeiter errichten. Aus Manila schrieb er an Friedrich Rosen:

„Bürokraten sind wir Deutschen alle; bei den Beamten ist eine Dosis dieser Eigenschaft ganz erdrießlich und erforderlich, das Schlimmste ist aber, dass bei uns das ganze Volk und sämtliche politische Parteien, von der äußersten Rechten bis zur allerrötesten Linken, von diesem teutonischen oder besser borussischen Erbübel angekränkelt sind.“

Am 1. Januar 1907 wurde die Kolonialabteilung des Auswärtigen Amtes zum Reichskolonialamt umorganisiert, doch bereits seit 1904 erhielt Samoa keine Zuschüsse mehr aus Berlin und finanzierte sich gänzlich selbst, was bis auf Togoland keiner anderen Kolonie gelang. Anlässlich der Debatten zur Neustrukturierung der Kolonialverwaltung weilte Solf erneut in Berlin. Auf der Rückreise wählte er erstmals die Route über die Karibik, namentlich Kuba. Aus Havanna schrieb er an seine Schwester: Wir müssen mit unseren alten Methoden brechen, sonst kommen wir im internationalen Wettbewerb unter den Schlitten.
Zurück auf Samoa wurde er von Einheimischen und Ansiedlern freudig empfangen. In seiner Abwesenheit war es sowohl zu bürokratischen Unklarheiten als auch zu Misshandlungen von chinesischen Arbeitern gekommen, weshalb er den Gouvernementsbeamten eine ordentliche Standpauke hielt.

#### Heirat mit Johanna Dotti

Hanna Solf

Während seines dritten Heimaturlaubs lernte Wilhelm Solf, der bereits auf das 50. Lebensjahr zuging, Johanna Dotti kennen. Sein Bruder Hermann Solf hatte als Architekt für die Eltern Johanna Dottis das Herrenhaus und verschiedene andere Neubauten in Neuenhagen bei Berlin gebaut und führte ihn in die Familie ein. Noch 1901 hatte Wilhelm Solf seinem Stellvertreter Heinrich Schnee gesagt: Hoffentlich werde ich nicht auch noch von dieser grassierenden Ehesucht angesteckt.
Johanna Dotti, genannt Hanna, war die dritte Tochter des brandenburgischen Gutsbesitzers und Amtsvorstehers George Leopold Dotti. Den Altersunterschied von 25 Jahren, den die Dottis zunächst als schwerwiegendes Gegenargument empfanden, wusste Wilhelm Solf durch seine einnehmende Persönlichkeit auszugleichen. Am 7. September 1908 trat das Paar vor den Traualtar. Die junge Frau des Gouverneurs entsprach nicht dem Bild einer Durchschnittsfrau, die ihr Leben Haus und Herd widmete. Ihr lebhaftes Temperament, ihre Einfühlsamkeit und ihr Kunstverständnis ließen sie von Beginn an vollkommen an der Tätigkeit ihres Mannes teilhaben. Dem Asienforscher Sven Hedin stellte Solf sie später vor: Ja, die sollten sie sehen. Die schießt Löwen! Am 31. August 1909 kam Lagi, die erste Tochter Wilhelm und Hanna Solfs, in Vailima auf Samoa zur Welt. Das Kind erhielt einen samoanischen Namen (So'oa'emalelagi = die vom Himmel Gekommene) – Ausdruck der großen Weltoffenheit des Paares. Jahre später, in der Zeit des Nationalsozialismus, führten Hanna und Lagi das geistige Erbe Wilhelm Solfs fort.

#### Lauati-Aufstand

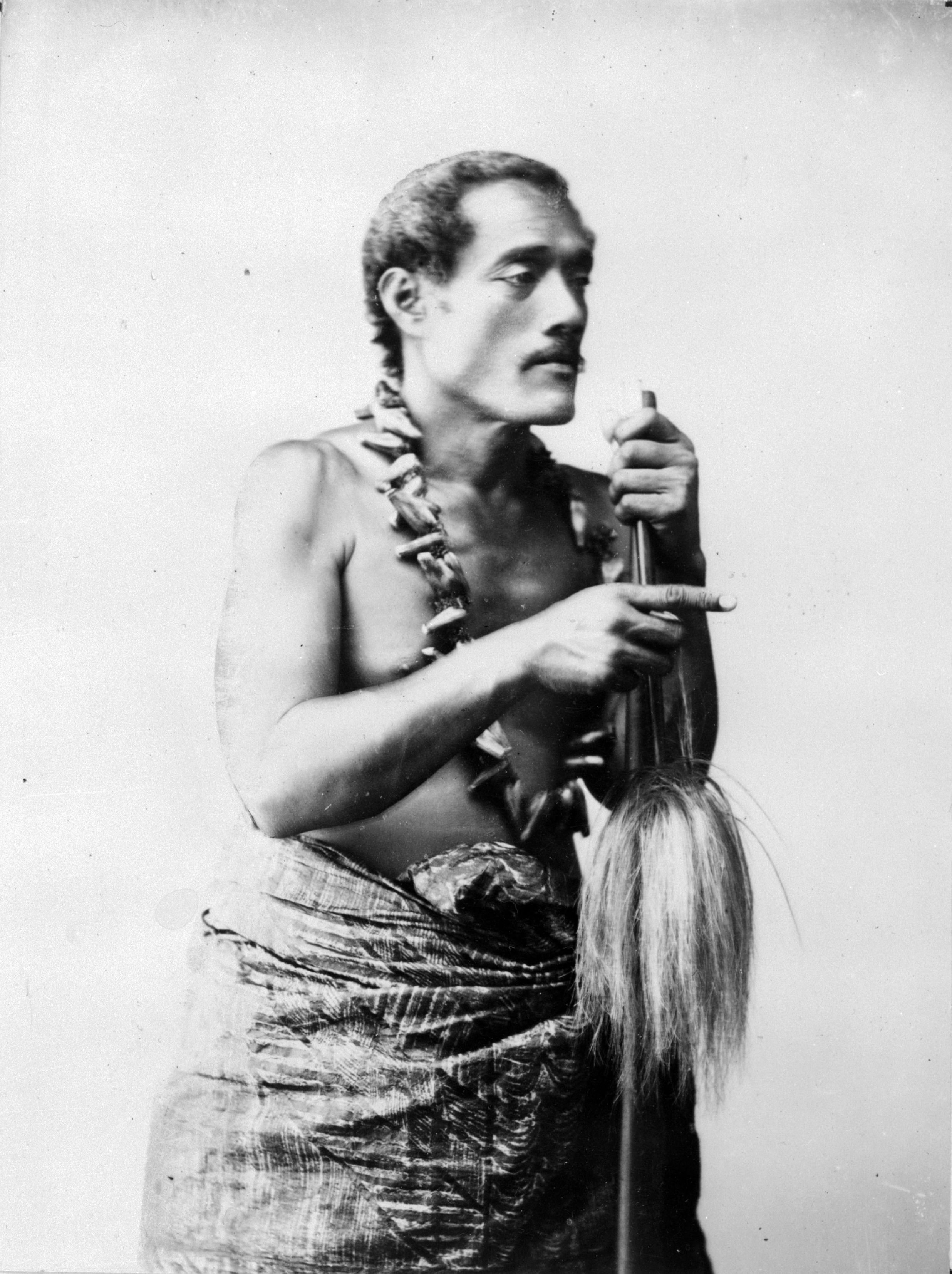
Lauati – Anführer der frühen Mau-a-Pule-Bewegung

Als Gouverneur Solf mit seiner Ehefrau 19. November 1908 wieder samoanischen Boden betrat, wurde er nicht so freudig empfangen wie noch ein Jahr zuvor. In seiner langen Abwesenheit hatte sich, so berichtete sein Vertreter und späterer Nachfolger Erich Schultz-Ewerth, eine durch Lauati angeheizte Stimmung entwickelt. Zwar hatte Solf schon befürchtet, dass solche Zustände nach dem Ableben des Ali'i Sili Mataafa eintreten könnten, doch auf einen Aufstand war er nicht vorbereitet. Zudem hatte er von Anfang an die Errichtung einer „Schutztruppe“ abgelehnt. Lauati hatte das Ziel, die Faipule, die den Deutschen treue Versammlung der Dorfoberhäupter, aufzulösen und stattdessen die vorkolonialen Herrschaftsinstanzen Tumua und Pule wieder einzurichten. Die Gruppe, die ihn darin unterstützte, nannte sich Mau a Pule.
Mit den Gedanken an die blutigen Niederschlagungen der Aufstände in den Kolonien in Afrika (Aufstand der Herero und Nama; Maji-Maji-Aufstand), versuchte Wilhelm Solf, derartiges für die bisherige „Musterkolonie“ Samoa zu verhindern. Er reiste selbst nach Savaii, auf die Nebeninsel, auf der sich die Aufstandsbewegung verbreitete. In einem Rededuell in samoanischer Sprache auf dem Dorfplatz von Safotu brachte der Gouverneur Lauati so weit, seine Bestrebungen vorerst einzustellen und am 16. Januar 1909 vor der Faipule auszusagen. In den verbleibenden Wochen reiste Solf durch das Hinterland der Hauptinsel Upolu und brachte die Dorfoberhäupter nahezu geschlossen hinter sich.

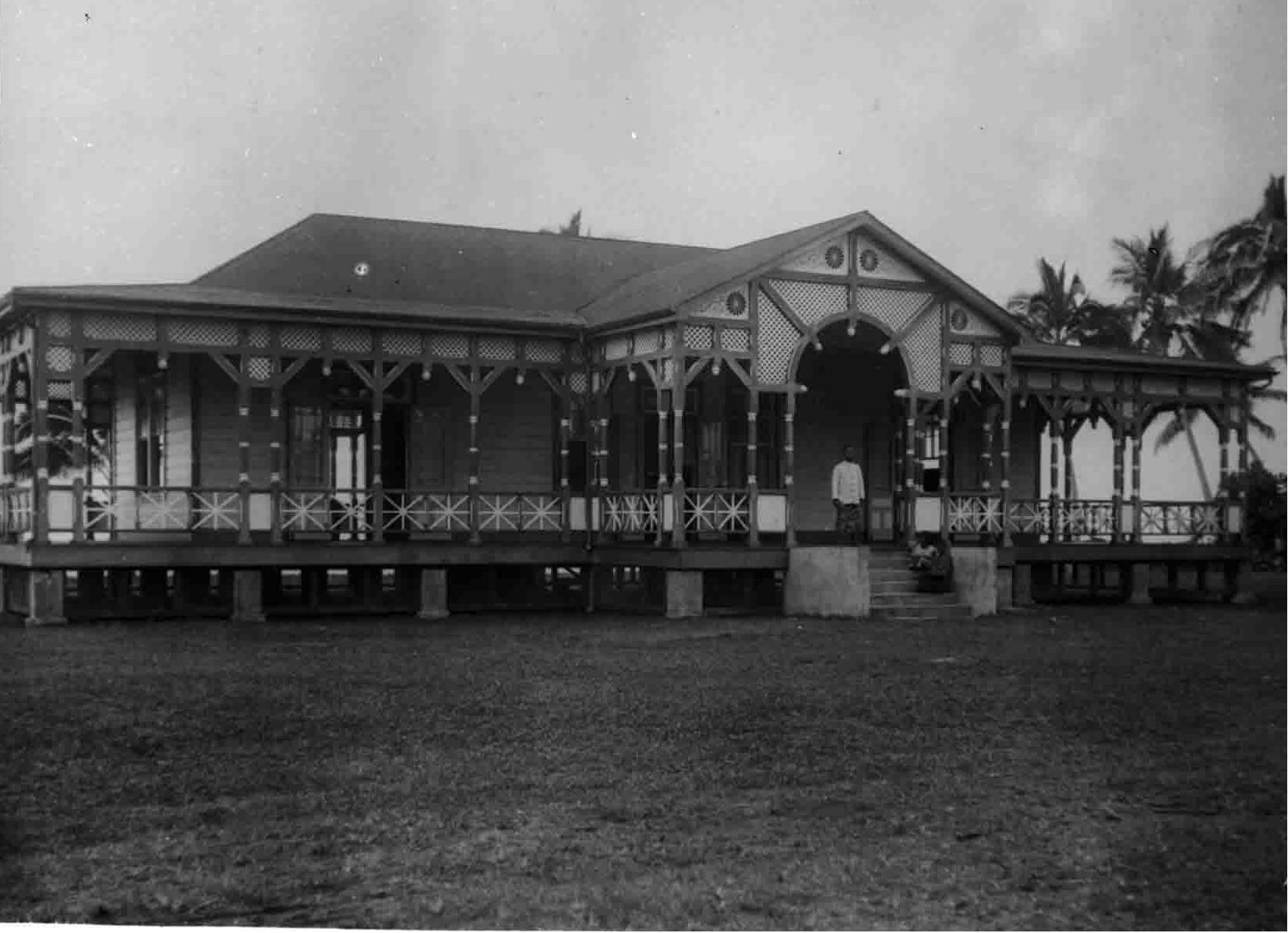
Sitz der Faipule (Mulinuu bei Apia)

Als Lauati von diesem Vorgang erfuhr, setzte er mit 1000 Mann seiner Anhänger in 25 Rumpfbooten nach Upolu über und brach somit seine Zusage, erst am vereinbarten Termin zu erscheinen. Wilhelm Solf schickte dem Rebellenführer einen Brief, in dem er ihm Unterkunft und Straffreiheit zusicherte, solange er zu den geschlossenen Vereinbarungen stünde. Lauati nahm das Angebot an und erschien zur Versammlung der Faipule. Nach mehreren Stunden der Diskussion waren die Parteien bereit, einander die Hand zu reichen. Wilhelm Solf sagte in einem seiner Beiträge:

„Wir wollen von Neuem anfangen. Der Anfang soll Liebe sein.“

Unter dem Eindruck der rhetorischen Überzeugungsarbeit des Gouverneurs beschlossen die anwesenden Oberhäupter, Lauati nach Savaii zurückzuschicken, ihn allerdings zu begnadigen. Die Aufständischen stimmten zu, setzten aber nicht nach Savaii, sondern auf die kleine Nebeninsel Manono über.
Unterdessen verbreiteten sich Gerüchte, Lauati bereite einen nächtlichen Überfall auf den Gouverneurspalast vor, den Solf nun von Wachtposten besetzen ließ. Der Gouverneur ließ die Rebellen auf der Vulkaninsel aufspüren und nach Apia bringen. Auf der erneuten Faipule beschlossen die Dorfoberhäupter, Lauati aus Samoa zu verbannen. Da Solf diesem Wunsch nicht nachkam, weil er sich seiner eigenen Zusage nach wie vor verpflichtet fühlte, verschärfte sich die Situation. Lauati setzte auf Savaii seine Tätigkeiten, die Bevölkerung zu einem Aufstand zu bewegen, fort. Daher beantragte Gouverneur Solf am 5. Februar 1909 in einem Telegramm in die Berliner Wilhelmsstraße die Entsendung von drei Kriegsschiffen.

Die Arcona

Die Samoaner, die die Umsetzung des Faipule-Beschlusses forderten, verlangten vom Gouvernement die Aushändigung von Waffen zur Festnahme Lauatis. Solf verweigerte dies und vertröstete die Einheimischen mit der samoanischen Redensart san aso – es kommt der Tag.
Am 21. März trafen die Kriegsschiffe (Leipzig, Arcona und Titania) schließlich im Hafen von Apia ein. Solf gab bekannt, Lauati solle sich bis zum 29. März freiwillig stellen. Mataafa ließ Flugblätter, in denen zur Unterstützung der deutschen Vorgehensweise aufgerufen wurde, auf allen Inseln verbreiten. Lauati antwortete darauf, er werde sich nicht stellen, sondern stattdessen in das Hinterland gehen. Solf unterband jedoch die Lebensmittelversorgung für die Insel Savaii, in dem er die Kriegsschiffe zwischen den Inseln patrouillieren ließ. Am 1. April 1909 stellte sich Lauati. Damit war der Aufstand friedlich und ohne Blutvergießen beendet worden. Lauati, sein Bruder und fünfzehn weitere führende Aufständische wurden auf das damals zu Deutschland gehörende Saipan verbannt und somit der Beschluss der Faipule in die Tat umgesetzt. Kaiser Wilhelm II. war nach diesem Abschluss vom diplomatischen Vorgehen des Gouverneurs beeindruckt und schrieb: Solf hat seine Sache vortrefflich gemacht.
Wilhelm Solf bezeichnete die friedliche Beendigung des Lauati-Aufstandes als die Arbeit meines Lebens, auf die ich am meisten stolz bin.

#### Ende der Amtszeit auf Samoa
Am 1. März 1910 feierte die Bevölkerung Samoas die zehnjährige Zugehörigkeit zum Deutschen Reich. Obwohl der Gouverneur bei der einheimischen und der weißen Bevölkerung Samoas etabliert und beliebt war, hegte er weiterhin den Wunsch, das Gouvernement in Deutsch-Ostafrika zu übernehmen. Im Herbst 1910 weilte Solf zur Kur in Bad Kissingen.

10-jähriges Jubiläum der Flaggenhissung auf Samoa am 1. März 1910

Mittlerweile war Friedrich von Lindequist als Nachfolger des wirtschaftsliberalen und Solf freundlich gesinnten Bernhard Dernburg zum Kolonialstaatssekretär geworden. Da Lindequist die Anglophilie des Südsee-Gouverneurs nicht teilte und ohnehin ein Vertreter der alldeutschen Siedlungspolitik – von Solf Radieschenpolitik genannt – war, gestaltete sich das Verhältnis Apia-Berlin in den letzten Jahren von Solfs Gouverneurszeit schwierig. Deshalb blieb eine Berufung nach Ostafrika aus.
Während seiner Deutschland-Reise besuchte er auch Berlin und sprach vor der Budgetkommission des Reichstags. Dort wurde er von Freikonservativen und Liberalen unterstützt, doch von SPD und Rechtsaußen angefeindet. Auch aus der Zentrums-Fraktion, die Solfs Stellung gegenüber den Missionsschulen beanstandete, kam Protest gegen die Politik des Gouverneurs. Dennoch schlug die Debatte durch die guten Argumente Solfs zugunsten seines Gouvernements um. Von diesem parlamentarischen Erfolg erfuhr auch Reichskanzler Theobald von Bethmann Hollweg, der die politischen Ansichten Solfs voll unterstützte.
Als von Lindequist aus Protest gegen den Ausgleich, den Deutschland nach Ende der Zweiten Marokkokrise erhielt (nämlich Neukamerun), zurücktrat, fiel die Wahl zum Nachfolger auf den Gouverneur von Samoa. Aus der abgelegensten Kolonie des Kaiserreichs wechselte Solf in die Leitung der gesamten deutschen Kolonialverwaltung. Sein Nachfolger als Gouverneur wurde Erich Schultz-Ewerth.

### Kolonialstaatssekretär

#### Afrika-Reisen: Kolonialpolitik als friedenserhaltende Perspektive

Das Reichskolonialamt in der Wilhelmstraße 62

Den neuen Posten, den er wohl auch seiner zufälligen Anwesenheit in Berlin zu verdanken hatte, nahm Solf freudig an. Als erste Amtshandlung gab er im Reichskolonialamt eine Denkschrift über den umstrittenen Marokko-Kongo-Vertrag heraus (erschienen am 8. November 1911). Darin stellte er zwar fest, dass der Verzicht auf Marokko aus kolonialpolitischer Sicht unbefriedigend, doch im Kontext der großen Politik mehr als geboten gewesen sei. Für Solf stellte der Vertrag eine neue Ära der Verständigung und Kooperation mit Frankreich auch auf kolonialem Gebiete dar.
Solf beanstandete bei seinem Vorgänger, dieser habe die Kolonien sämtlich über einen Leisten geschlagen, obwohl die Verhältnisse überall anders lägen. Daher fasste Wilhelm Solf den Entschluss, noch im ersten Jahr seiner Amtszeit die afrikanischen Kolonien zu besuchen. Besonderer Anlass dazu war die zu dieser Zeit im Reichstag diskutierte Änderung des Schutztruppengesetzes. Viele Parlamentarier forderten, die Disziplinargewalt über die Truppen, die bei den Gouverneuren lag, auf die militärischen Kommandeure zu übertragen. Besonders erregte sich der Gouverneur von Deutsch-Südwestafrika, Theodor Seitz, über diesen Vorschlag. Seitz schrieb am 19. Februar 1912 an den neuen Kolonialstaatssekretär, dieser habe ja nie erlebt, was es heiße, mit einer Truppe zu arbeiten, über die einem die unbedingte Verfügungsgewalt fehle. Als Antwort kündigte Solf seinen Besuch in Südwestafrika an.
Im Reichstag löste er am 2. Mai 1912 eine Debatte über Mischehen aus, bei der er die damals üblichen rassistischen Vorstellungen von „niederen Rassen“ der kolonialisierten Völker vertrat. Es kam zwar letztlich zu keinem Gesetzesbeschluss, aber die Debatte wurde in die Öffentlichkeit getragen. Solf hatte zuvor am 17. Januar 1912 ein heftig kritisiertes Mischehenverbot für Samoa erlassen.
Im Mai 1912 reiste er von Berlin ab. Er machte Station in Antwerpen, um mit belgischen Diamanten-Händlern über die Vorkommen in Deutsch-Südwestafrika zu sprechen. Am 19. Juni betrat er schließlich in Swakopmund afrikanischen Boden. Von dort aus reiste er mit dem Dernburg-Wagen durch alle Bezirke der Kolonie. In sein Tagebuch notierte er in Keetmanshoop:

„Beinahe jeder Mensch steht irgendeinmal stramm, auch die Zivilisten. Wo nur einer Gelegenheit hat, stramm zu stehen, in diesem Lande, tut er es. So wenig wie mir dies bei Soldaten auffällt, so unsympathisch sind mir diese Kommissmanieren bei Zivilbeamten. Ich halte es deshalb nicht für richtig, dass der Gouverneur so oft und gern Uniform trägt. […] In diesem Land machen sogar die Gräber den Eindruck, als ob sie stramm ständen.“

In Rehoboth beklagte er die Situation der schwarzen Bevölkerung:

„Überall in Südwest verfolgt mich dasselbe Gefühl von Trauer über das Geschick der Eingeborenen. Wenn sie, wie Weiße behaupten, schlechter sind als die übrigen Bantustämme Afrikas und die Eingeborenen in anderen Weltteilen, so lasse ich mir die Überzeugung nicht rauben, dass die Weißen daran schuld sind, und das müssen wir wiedergutmachen.“

In den letzten Juliwochen 1912 verließ Solf Deutsch-Südwestafrika in Richtung Südafrikanische Union. Als Fazit seiner Visite in der einzigen Siedlungskolonie des Reiches stellte er fünf zentrale Punkte auf: Zunächst die Förderung der landwirtschaftlichen Erschließung durch Schulung der Beamten und Urbarmachung von Trockengebieten, dann die Wassererschließung im Allgemeinen, die Gouverneur Seitz ausschließlich den privaten Farmern überlassen wollte, drittens die Frage der Kleinsiedlungen, die Solf wie schon in Samoa negativ beurteilte, weil er darin das Potential für Konflikte sah, und schließlich die Probleme der Afrikaner: Die sanitären und medizinischen Verhältnisse der Einheimischen müssten unbedingt verbessert und die Wiedererrichtung von im Herero-Aufstand zu Schaden gekommenen Dörfern gefördert werden.
Am 23. Juli 1912 traf Solf am Kap der Guten Hoffnung ein. Nach einem Besuch des im Bau befindlichen Rhodes Memorial vor der Kulisse des Tafelbergs, wo er seine Anerkennung über die Bildungsförderung der Rhodes-Stiftung äußerte, reiste er nach Kimberley, wo er die Diamantenminen der Firma De Beers besichtigte. Solf bemerkte erfreut, dass gegen die jüdischen Geschäftsführer der Minen keine Spur von Antisemitismus zu spüren sei. In Johannesburg besuchte er mit dem deutschen Konsul Richard Kuenzer, der sich später im Widerstand gegen den Nationalsozialismus engagierte, einen überkonfessionellen, dreisprachigen Religionsunterricht bei dem, wie Solf notierte, Erzberger Krämpfe bekommen hätte.
Nächstes Ziel seiner Reise war Mozambique, bevor er am 10. August 1912 in Lindi wieder deutschen Kolonialboden betrat. Nach einem kurzen Abstecher nach Sansibar traf er am 12. August in Daressalam, der Hauptstadt Deutsch-Ostafrikas, ein. Dort wurde er von seinem ehemaligen Mitarbeiter Heinrich Schnee, mittlerweile Gouverneur Ostafrikas, freundlich empfangen. Danach begann er mit der Reise ins Landesinnere. Mit der Mittelland-Bahn reiste er nach Tabora, wo er in sein Tagebuch eintrug:

„Von dem Begriff des faulen Negers, wie ihn die Pflanzer schildern und wie das große Laienpublikum in der Heimat sich den Schwarzen malt, bleibt wenig über, wenn man die Landwirtschaft der Eingeborenen um Tabora gesehen hat und wenn man überlegt, dass das Gouvernement bei der Anlage der Bahnen in Ostafrika mit den Produkten der Eingeborenen als mit einem wichtigen Faktor für Frachtkalkulationen rechnet. Wer den Neger lediglich als corpus vile für seine eigenen Erwerbsabsichten ansieht, der bleibe lieber in der Heimat!“

Ankunft Solfs in Britisch-Ostafrika

Über Daressalam reiste er an der Küste nach Tanga. Von dort aus fuhr Solf mit der Usambarabahn durch das Gebirge im Hinterland. Dort besuchte er das Biologisch-landwirtschaftliche Institut Amani sowie den Ort Wilhelmsthal (heute Lushoto). Nach einem Abschluss-Empfang in Tanga verließ er das deutsche Überseegebiet in Richtung Britisch-Ostafrika. Nach seiner Ankunft in Mombasa Anfang September 1912 notierte er: 

„Andere Völker, andere Sitten. Mir gefallen in dieser Beziehung die Sitten der Engländer besser, die leben und leben lassen und den Fremden, selbst wenn sie im innersten Herzen nicht einmal goutieren, doch fair und gerecht behandeln.“

In Nairobi, der Hauptstadt der britischen Kronkolonie, bereitete ihm der Gouverneur, Sir Percy Girouard, einen herzlichen Empfang. Beide waren sich darin einig, dass die Kolonialpolitik in Afrika eine Chance zur Zusammenarbeit der europäischen Großmächte und damit zur Erhaltung des Friedens bot. Mit der Uganda-Bahn fuhr Staatssekretär Solf weiter nach Kampala, wo er von Kabaka (König) Daudi Chwa II. begrüßt wurde, den er durch seine Kisuaheli-Kenntnisse in Verblüffung versetzte. Entebbe, die Hauptstadt des britischen Protektorats über Uganda, war die letzte Station der großen Afrika-Reise, bevor er am 1. Oktober nach stürmischer Heimreise in Neapel landete. Wilhelm Solf war über ein Vierteljahr von Berlin abwesend gewesen.
Als Bilanz verfasste er ein kolonialpolitisches Programm, in dem er sich über die seines Erachtens notwendigen Veränderungen äußerte. Die Kompetenzen der Gouverneure müssten erheblich ausgeweitet werden, um die Amtsführung an die Gegebenheiten vor Ort anzupassen. Auch hielt er die afrikanischen Kolonien, wie zuvor schon Samoa, für Siedlungsprojekte ungeeignet. In der Frage der Behandlung der afrikanischen Bevölkerung formulierte er zwei klare Richtlinien: Die deutschen Schutzgenossen dürften nicht mit Gewalt und Zwang zur Arbeit getrieben werden. Die gemischtrassige Eheschließung lehnte Solf ab: Einerseits befürchtete er eine Welle von heiratswilligen Auswanderern, andererseits bereitete ihm der Gedanke an eine mögliche Verdrängung des noch nicht einmal etablierten deutschen Kultureinflusses Sorgen.
Schon im September 1913 begab sich der Staatssekretär auf seine zweite Afrika-Reise, die ihn diesmal in die westafrikanischen Kolonien Deutschlands, Kamerun und Togo, führen sollte. Nach dem Empfang in der Hauptstadt Buea durch den Gouverneur Karl Ebermaier reiste Solf mit einer Trägerkolonne nach Jaunde. Er äußerte sich entsetzt über die exzessive Verwendung der einheimischen Bevölkerung als Lastenträger und befürwortete die visionäre Idee eines deutschen Kolonial-Autostraßennetzes. Ansonsten sei der Bau der Eisenbahntrassen vordringlich:

„Ist erst für den Verkehr auf Schienenwegen gesorgt, so werden die Tausende und Abertausende von Arbeitskräften, die jetzt stumpfsinnig für Lastentragen verbraucht werden, für produktive Tätigkeit frei. Die Kulturen der Eingeborenen werden mächtig emporblühen.“

Im Anschluss an seinen Kamerun-Aufenthalt reiste er nach Lagos, die Hauptstadt der britischen Kolonie Nigeria. Dort traf er sich mit dem Gouverneur Frederick Lugard, einem führenden Vertreter der auch von Solf praktizierten Indirect rule. Als Abschluss der Reise erschien Solf zur Visite in Lomé, der Hauptstadt Togos.
Auf der Rückreise nach Deutschland machte er in London Halt, wo am 20. Oktober 1913 zwischen Solf und seinem britischen Kollegen Lewis Vernon Harcourt, 1. Viscount Harcourt ein Abkommen über die spätere Aufteilung der portugiesischen und belgischen Kolonien abgeschlossen wurde. Schon im Juli 1913 hatten sich die Partner auf den Anspruch Deutschlands auf Angola, außer dem Grenzgebiet zu Nordrhodesien, sowie auf Sao Tomé und Principe geeinigt, während das Vereinigte Königreich Mosambik bis zum Lugenda beanspruchte. Die abschließenden Nationen hielten Belgien und Portugal in ihren Methoden für fossil und weltpolitische Zwerge, weshalb Solf meinte, es läge in der Luft, dass England bzw. Deutschland einmal die Hand auf diese Kolonien legen würde. Das gemeinsame Vorgehen der Großmächte, in das Solf auch Frankreich einbeziehen wollte, sollte durch Kolonialpolitik die weltpolitischen Gegensätze in Europa entschärfen.
Ein weiterer Vorschlag Solfs zur Beschneidung des Belgisch-Kongo, mit Katanga und dem äußersten Nordosten an England, der Region nördlich des Kongo an Frankreich, sowie einer breiten Verbindung zwischen Angola und Deutsch-Ostafrika an das Reich, scheiterte letztlich am britischen Widerstand. Ansprüche gegen das verschuldete Portugal durchzusetzen, erschien eben viel leichter als gegen das wirtschaftlich prosperierende Belgien.
Wilhelm Solf gewann für seine weniger gewalttätige Kolonialpolitik, die sich an Diplomatie und geschickter Machtpolitik anstatt militärischer Stärke orientierte, alle Fraktionen des Reichstages mit der Ausnahme der rechten. Der Sozialdemokrat Gustav Noske veröffentlichte bei Solfs Rückkehr ein zustimmendes Memorandum mit dem Titel Kolonialpolitik und Sozialdemokratie. Durch Solf sei, so Noske, in der Kolonialpolitik endlich ein verständiger Geist eingezogen. Später bezeichnete Solf es als sein Hauptverdienst, die SPD kolonialfreundlich gemacht zu haben. Er habe sie so an das Kaiserreich gebunden, wie es den Maximen des Reichskanzlers Bethmann Hollweg, den Solf voll und ganz unterstützte, entsprach.
Solf bestätigte den Beschluss zur Enteignung und Umsiedlung der Duala am Kamerunfluss. Bei fortgesetztem Widerstand regte er Maßnahmen gegen ihr Oberhaupt Rudolf Manga Bell an, der mit friedlichen Mitteln die Vertreibung zu verhindern versuchte. Auf seiner Besuchsreise in Kamerun im Jahr 1913 verweigerte Solf den protestierenden Duala jede Diskussion. Als am 7. August 1914 Bells Rechtsbeistand Dodo Hans Halpert Solf um Kontakt nach Kamerun bat, um angesichts des Kriegsbeginns die Aussetzung des Strafverfahrens gegen Bell zu erwirken, ließ Solf entgegen den Tatsachen mitteilen, eine Übermittlung des Telegramms sei nicht mehr möglich. Am Folgetag wurde Bell wegen „Hochverrats“ hingerichtet.

#### Erster Weltkrieg

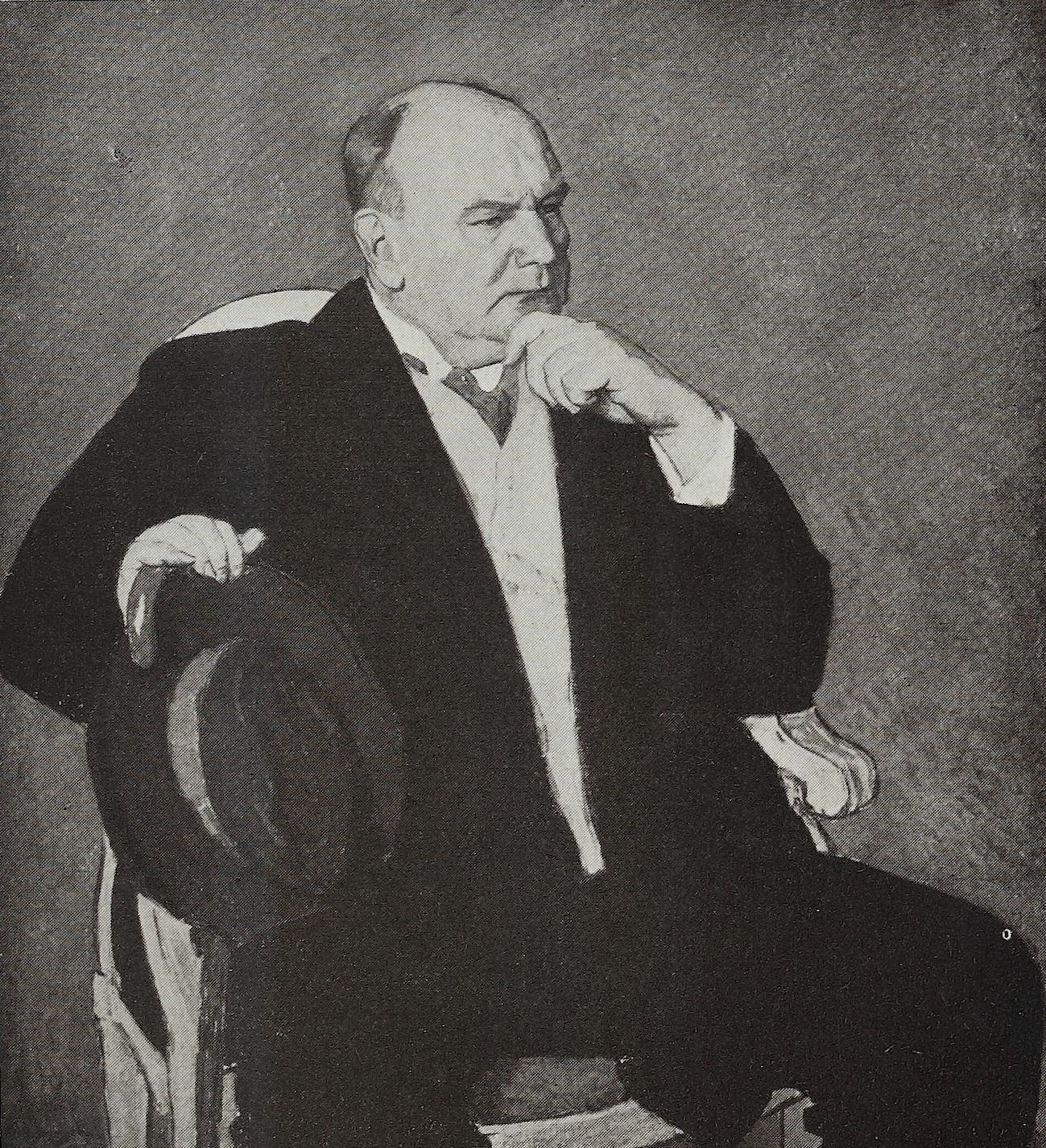
Wilhelm Solf (Gemälde, Wilhelm Trübner zugeschrieben)

Wilhelm Solf war vor dem Ausbruch des Ersten Weltkriegs von der Stabilität der weltpolitischen Lage völlig überzeugt. Als schließlich der Konflikt auf dem Balkan losbrach, schickte er aus Berlin ein Telegramm in die Deutschen Kolonien, für das er später schweren Vorwürfen ausgesetzt war:

„Schutzgebiete außer Kriegsgefahr, beruhigt Farmer.“

Er war von der Gültigkeit der Kongoakte von 1885 überzeugt, die völkerrechtlich untersagte, einen kriegerischen Konflikt europäischer Großmächte in die Kolonialgebiete zu tragen. In diesem Sinne war Solf immer für eine möglichst geringe Zahl deutscher Soldaten in den Überseegebieten eingetreten. Auch schätzte er von Beginn des Krieges an das friedenspolitische Potential, das seines Erachtens in einer Einigung auf kolonialem Gebiete lag, als vielversprechend ein: Die Friedenspalme wird in Afrika wachsen. [...] Deutschland erfüllte seine Pflicht, indem es für den Frieden und die Nicht-Militarisierung Afrikas eintrat.
Außer Solf und dem Reichskanzler strebte nur noch Gottlieb von Jagow nach Kriegsbeginn eine Verständigung an. Damals erklärte Solf dem Staatssekretär des Äußeren, dass Deutschland künftig nur Kolonien erwerben könne, wenn Großbritannien einverstanden sei. Die aufkommende publizistische Ländergier droht pathologisch und gefährlich zu werden. Wie kaum ein anderer Politiker stand Solf im Spannungsfeld zwischen seiner Heimat Deutschland und dem jetzigen Feind Großbritannien, dessen Lebensart er so zugetan war. Andererseits erblickte er in der jetzigen Situation die einmalige Chance, die gemäßigten gesellschaftlich-politischen Kräfte zu bündeln. Wie Bethmann Hollweg, der mit der Burgfriedenspolitik einen Zusammenschluss aller zerstrittenen Teile des Volkes erreichen wollte, glaubte er an die einende Kraft, die von einem solchen Weltereignis ausging. Dies schlug sich in seiner Gründung der Deutschen Gesellschaft 1914, eines politischen Clubs, nieder.
Im August und September 1914 entwarf Solf einen Plan für eine Kolonie namens „Deutsch-Mittelafrika“. Reichskanzler Bethmann Hollweg schloss es in sein Septemberprogramm (der Kriegsziele) mit ein. Für diese neue große Kolonie sollte Deutschland Kolonialgebiet von Frankreich, Belgien und Portugal verlangen. Dieses Projekt der Schaffung eines zusammenhängenden mittelafrikanischen Kolonialreiches blieb, in manchen Bereichen noch stark erweitert, fortan grundsätzlich ein Bestandteil der amtlichen deutschen Kriegsziele.
Das Kriegsziel Mittelafrika wurde im weiteren Verlaufe des Krieges von liberal gesinnten Politikern wie Solf mehr und mehr als Ersatz- und Ablenkungsziel für die Nation, fort von wilden Annexionsforderungen in Europa, benutzt. Der Versuch Solfs im Verein mit Vizekanzler Clemens von Delbrück, durch einen „liberalen Imperialismus“ in Afrika den Verzicht auf Annexionen in (West-)Europa zu bewirken und damit einen Versöhnungsfrieden möglich zu machen, scheiterte letztlich an den inneren Strukturen des Deutschen Reiches.

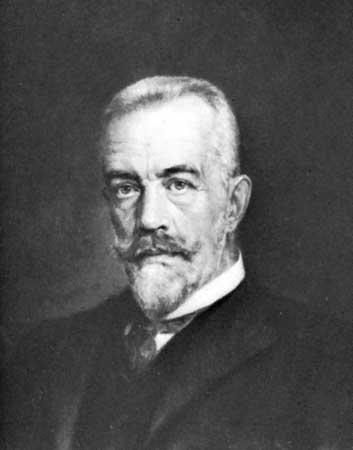
Reichskanzler Theobald von Bethmann Hollweg

Bei einer Reise mit Paul Graf Metternich in das besetzte Belgien im November 1914 schrieb Solf an seine Frau, das Wort des Kanzlers vom Unrecht an Belgien, das wir wieder gutmachen müssen, für das dieser in der Öffentlichkeit als Defätist gescholten wurde, habe genau das Richtige getroffen. Solf war von der aufrichtigen Wesensart Bethmann Hollwegs beeindruckt. Doch auch der Reichskanzler schätzte sich glücklich, Solf in seinem Kabinett zu haben. Daher betraute Bethmann Hollweg den durch den Verlust der Kolonien arbeitslos gewordenen Staatssekretär mit zahlreichen Aufträgen zur Herbeiführung eines Verhandlungsfriedens. An seinen Freund Metternich schrieb Solf 1915:

„Je länger der Krieg dauert, um so mehr, fürchte ich, werden unsere ethischen Begriffe, unsere künstlerischen Anschauungen und wissenschaftlichen Überzeugungen, Treue und Glauben, alle die vielen tausend Imponderabilien, die den Verkehr der Menschen untereinander und ihre Beziehungen zum Objekt auf ein höheres Niveau heben, geradezu mit Keulenschlägen zertrümmert.“

Mit Besorgnis betrachtete Solf auch die immer extremeren Annexionsforderungen der Alldeutschen, die die halbe Welt schwarz-weiß-rot anpinseln wollten. Daher begab sich der Kolonialstaatssekretär auf Vortragsreisen durch Deutschland. Gemeinsam mit Hans Delbrück unterstützte Solf das Werk Mitteleuropa von Friedrich Naumann, der einen mitteleuropäischen Wirtschaftszusammenschluss forderte, aber vor Annexionen auf dem Kontinent warnte. Die militärischen Kreise betrachteten Solf mit zunehmendem Argwohn: Er würde sich mit den Sozialdemokraten verbrüdern und defätistisch für Bethmann Stimmung machen. Zudem erhielt Solf Drohbriefe, die rechte Aktivisten an seine Privatwohnung sandten. Dennoch galten diese Angriffe weniger der eigentlichen Position Solfs, sondern vielmehr seiner unbedingten Unterstützung für das zu Unrecht verpönte Bethmann-System und die ethisch fundierte Außenpolitik des Reichskanzlers. Hierin übertraf er alle anderen Politiker der Regierung.
1916 weilte Oberst House, Abgesandter des amerikanischen Präsidenten Woodrow Wilson, in Berlin. Ihm gegenüber äußerte sich Solf mit besonderer Offenheit: Er erklärte, der Kanzler wolle den Bruch mit Amerika unbedingt verhindern, doch gerade in der Frage des U-Boot-Krieges sei dieser der heftigen Kritik Tirpitz’ und Falkenhayns ausgesetzt. Solf bat die amerikanische Seite, den Kanzler zu stärken, worauf House entgegnete, man werde sich nicht in die deutsche Politik einmischen.
Im Zusammenhang mit der Festlegung der Kriegsziele im Gefolge der Friedensresolution des Reichstages vom 19. Juli 1917 verlangte Solf in dem Kriegszielprogramm seines Ressorts neben der Rückgabe sämtlicher deutscher Kolonien die Konsolidierung des afrikanischen Kolonialbesitzes durch Erwerb französischer, belgischer, portugiesischer und eventuell auch englischer Kolonien zu einem Deutsch-mittelafrikanischen Reich. Zusätzlich forderte er die Ausdehnung dieses mittelafrikanischen Reiches nach Westen, in die wirtschaftlich entwickelten Gebiete der Rekrutierung der farbigen Franzosen.
Als der schwankende Reichskanzler schließlich im Kronrat zu Pleß (Schlesien) dem Druck der Militärs nachgab und dem uneingeschränkten U-Boot-Krieg zustimmte, warf dies Solf sogar aufs Krankenbett. Sein politischer Freund, Außenstaatssekretär Gottlieb von Jagow, reichte aus Protest seinen Rücktritt ein. Enttäuscht schrieb Solf:

„Die Vernunft hat vor der Macht Kotau gemacht. [...] Man kann nicht mit der einen Hand den Olivenzweig halten und mit der anderen die Pistole abknallen.“

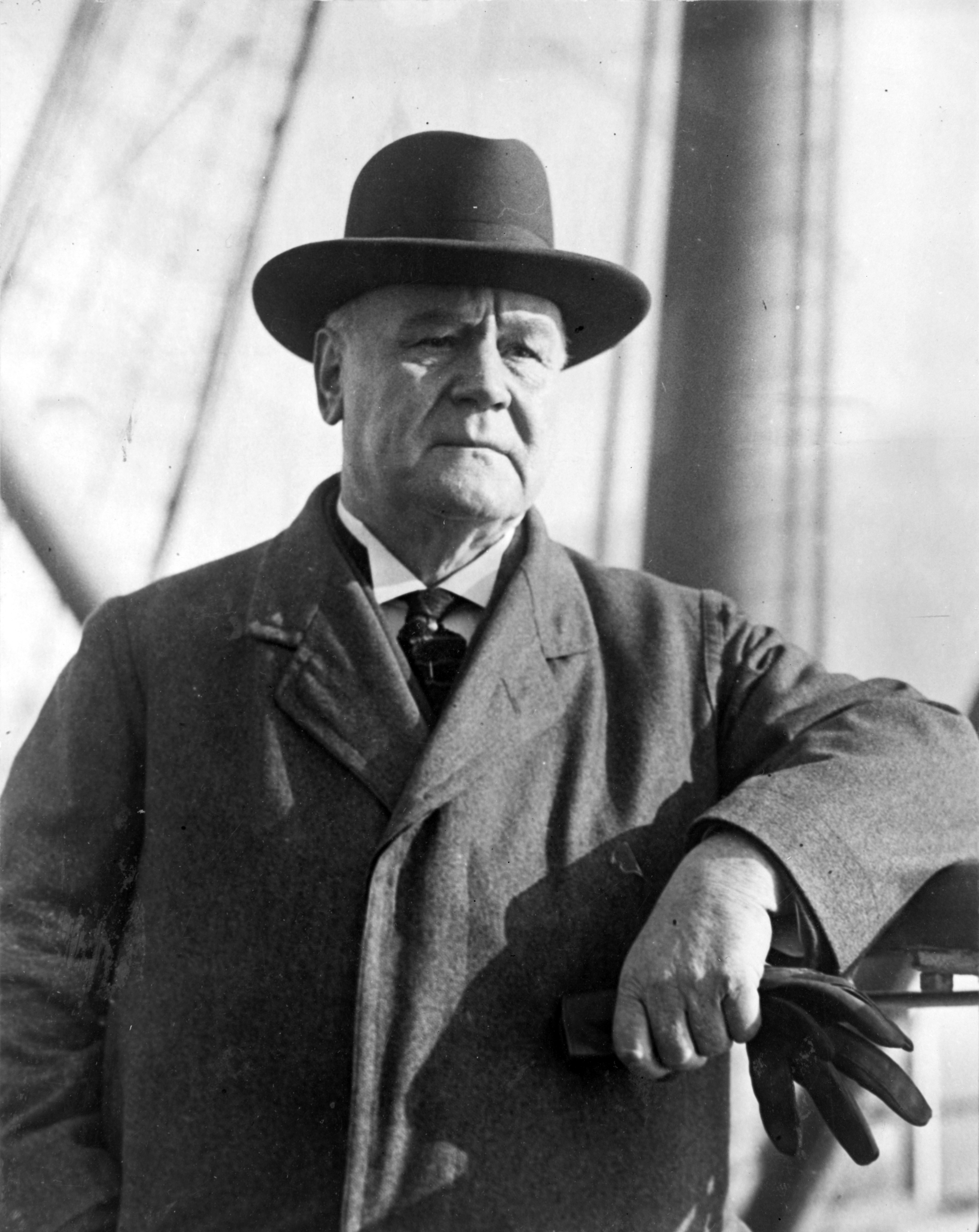
Wilhelm Solf

Im Frühjahr 1918 stimmte Solf den Forderungen des Deutschen Kolonialvereins zu. Nach diesen Forderungen sollten deutsch werden: die „Flussgebiete des Senegal und Niger und südlich von diesen bis zum Meere“ (also mit Nigeria), neben den alten Forderungen in Zentralafrika. Eine deutsche Herrschaft vom Kap Verde bis zum Oranje im Westen, Nordrhodesien, Nordmosambik, Uganda, Kenia, Madagaskar, die Komoren und Dschibuti im Osten. An die Verwirklichung dieser Pläne glaubte Solf selbst nicht mehr. Er sah aber weiterhin in der Idee eines Deutsch-Mittelafrikas eine Perspektive zum ersehnten Verhandlungsfrieden.
In der Innenpolitik herrschte unter der Kanzlerschaft Bethmann Hollwegs die Frage der Abschaffung des Dreiklassenwahlrechts in Preußen vor. Hierbei hatte Solf – im Gegensatz zum Kanzler, der mit der Zeit einen Sinneswandel durchlief – von Anfang an das allgemeine und gleiche Wahlrecht unter einer parlamentarischen Monarchie gefordert. Darin sahen Bethmann Hollweg und Solf die Möglichkeit, die Traditionen der preußisch-deutschen Monarchie zu bewahren und gleichzeitig eine nach heutigem Verständnis freiheitliche demokratische Grundordnung zu schaffen. In der Osterbotschaft 1917 stellte Wilhelm II. selbst eine dahingehende Reform in Aussicht, was Bethmann Hollweg und Solf als großen politischen Sieg werteten.
Im Juli 1917 fand erneut ein Kronrat über die Frage des Wahlrechts statt. Dort forderte Reichskanzler Bethmann Hollweg erstmals energisch ein kaiserliches Versprechen zur freiheitlichen Ausgestaltung der inneren Verhältnisse. Der Kolonialstaatssekretär schloss sich diesen Ausführungen an und zitierte das lateinische Sprichwort Bis dat qui cito dat (dt.: Wer schnell gibt, gibt doppelt). Zum Monarchen gewandt erklärte Solf:

„Euer Majestät wollen allergnädigst verzeihen, wenn ich der Überzeugung Ausdruck gebe, dass wir in der ganzen Welt einen großen politischen Sieg davontragen werden, wenn es heißt: Während sich der Reichstag in öden Zänkereien ergeht über die Quisquilien und Paragraphen der Reichsverfassung, hat der Kaiser mit einem großen kühnen Entschluss die freiheitliche Grundlage für das neue Deutschland geschaffen.“

Kaiser Wilhelm II. konnte von der Notwendigkeit eines solchen Schrittes überzeugt werden und gab wenige Tage später die sogenannte Julibotschaft heraus, in der er eine Demokratisierung versprach. Auf Druck der reaktionären Kräfte, darunter vor allem der Obersten Heeresleitung, musste Bethmann Hollweg nur einen Tag darauf, am 13. Juli 1917, den Rücktritt einreichen. Für die verständigungsbereiten Politiker im Kabinett Bethmann Hollweg stellte dies einen weiteren herben Rückschlag dar. Da sie sich zudem durch keine Reichstagsfraktion vertreten fühlten, führte der Wechsel im Kanzleramt nicht nur bei Solf zu einer politischen Heimatlosigkeit.
Nach dem Sturz Bethmann Hollwegs schien es dem amerikanischen Botschafter James W. Gerard erforderlich zu sein, die Chance auf einen Verhandlungsfrieden zu nutzen. Daher brachte er Wilhelm Solf als Sondergesandten zur Herbeiführung eines Friedens in Washington ins Gespräch. Zur Umsetzung dieses Plans kam es jedoch nicht.
Ungeachtet der Gegnerschaft der Militärs und des von diesen benannten Reichskanzlers Georg Michaelis legte Solf im September 1917 in einer Regierungskonferenz folgende Erklärung zur Veröffentlichung durch die Regierung vor: Wir sind für die Wiederherstellung Belgiens. Wir wünschen ein freies und unabhängiges Belgien, unabhängig von Deutschland, unabhängig aber auch von England. Das Kabinett lehnte den Antrag des Kolonialstaatssekretärs ab. In dessen Augen war die Belgien-Frage aus friedenspolitischer Sicht von entscheidender Bedeutung. Kanzler Michaelis beugte sich letztendlich den rechten Kräften und legte sich auch in dieser Frage nicht fest. Bereits im Oktober 1917 trat er nach nur dreimonatiger Amtszeit zurück.
Im Interfraktionellen Ausschuss folgte danach eine eingehende Debatte um die Kanzlernachfolge: Die Abgeordneten Albert Südekum, Wolfgang Heine (beide SPD) und Friedrich von Payer (FVP) brachten Solf als Kandidaten ins Gespräch. Den entschiedensten Protest fand dieser Vorschlag bei den Nationalliberalen: Besonders Gustav Stresemann, der in die annexionistischen Töne der Alldeutschen einfiel, hielt den Staatssekretär für „gänzlich ungeeignet“. Schließlich kamen die Vertreter der Fraktionen überein, dass ein zukünftiger Reichskanzler aus ihren Reihen stammen sollte, was Georg von Hertling erfüllte. Wilhelm Solf konnte sich dagegen von seinem Image als linker Demokrat und kaisertreuer Minister nicht mehr befreien.
In den Kabinetten der Reichskanzler Max von Baden und Friedrich Ebert war er Staatssekretär für Auswärtige Angelegenheiten und damit Leiter des Auswärtigen Amts, was der Stellung eines Außenministers entsprach.

### Zwischenkriegszeit
Mit dem Versailler Vertrag wurde der Weg zur Wiederaufnahme diplomatischer Beziehungen, auch zwischen Japan und Deutschland, frei gemacht. Wilhelm Solf wurde von Reichspräsident Ebert zum Geschäftsträger in Tokio bestellt und nach Ankunft im August des Jahres ab Dezember 1920 zum Botschafter ernannt.
Trotz der erstmaligen Unterbrechung infolge des Ersten Weltkriegs hatte das traditionell enge deutsch-japanische Verhältnis nicht gelitten. Gefangene deutsche Soldaten wurden im Kriegsgefangenenlager Bandō auf Shikoku gut behandelt, die meisten Deutschen, die in Japan lebten, durften während des Krieges ihre Wohnung behalten. Japan gab den Deutschen gleich nach dem Krieg Großteile des gesperrten Vermögens zurück. Beschlagnahmte Einrichtungen der auslandsdeutschen Gemeinschaft in Japan, der Vereine und Schulen wurden freigegeben; teils wurde Entschädigung geleistet.
Solf hatte den Deutschen in Japan die geänderten Verhältnisse in Deutschland nahezubringen. Gleichzeitig musste er mit Einfühlungsvermögen gegenüber Japan das Vertrauen in die neue deutsche Regierung wecken und ebenso die Zusammenarbeit mit anderen diplomatischen Vertretungen suchen. Beispielsweise gelang es ihm nach kurzer Zeit, Beziehungen zum britischen Botschafter, den er noch aus seiner Zeit als Gouverneur in Samoa kannte, herzustellen. 1923 wurde er Doyen des diplomatischen Korps in Tokyo. Zum Ende bewertete Solf seine Amtszeit so:

„Als ich ankam, war auch hier … Kriegs-Psychose. Ich war gut zwei Jahre lang der am liebsten gemiedene Boche. … Jetzt bin ich Doyen des diplomatischen Corps, Präsident des internationalen Clubs, Vorsitzender der Asiatic Society of Japan, Commodore des … Jachtclubs usw. Meine Stellung bei der japanischen Regierung ist die, dass man mich oft bei Verhandlungen über russische und fernöstliche Fragen zu Rate gezogen hat.“

Solf machte sich um die Wiederbelebung der Japanisch-Deutschen Gesellschaft (1926) sowie die Gründung des Japanisch-Deutschen Kulturinstituts (1927), beide in Tokio, verdient. Die kulturellen Beziehungen waren der wichtigste Arbeitsbereich von Solfs Diplomatie. Ihm als promovierten Indologen gelang Zugang zur japanischen Kultur- und Geistesgeschichte. Seine Gesprächspartner waren von seinem persönlichen Auftreten und seinen Kenntnissen so angetan, dass ihm schnell Vertrauen entgegengebracht wurde. Die deutschen wissenschaftlichen und kulturellen Leistungen genossen trotz des Krieges in Japan großes Ansehen. Durch Unterstützung des japanischen Außenministers Gotō Shimpei (1857–1929), Mediziner mit Studium in Wien und München, gelang es, japanische Unterstützung für die unter den Folgen des verlorenen Weltkriegs und der Inflation leidende deutsche Wissenschaft zu beschaffen. Japanische Unternehmer, darunter Hajime Hoshi, Träger der Leibniz-Medaille, spendeten teils große Mittel für die Unterstützung deutscher Forscher.
Höhepunkte von Solfs Amtszeit waren die Japanreisen des deutschen Physik-Nobelpreisträgers Albert Einstein im Jahr 1922, die laut Solf einem „Triumphzug“ glich, und des Chemikers Fritz Haber 1924. Habers Besuch stand im Zusammenhang mit Plänen zur Errichtung der Kulturinstitute in Berlin und Tokio, die den Kulturaustausch stärken und das gegenseitige Verständnis weiter fördern sollten. Widerstände wurden auch mit Solfs Hilfe sowohl auf japanischer Seite, die Rücksicht auf andere westliche Länder nehmen wollte, als auch auf deutscher Seite überwunden. Im Mai 1925 wurde in Berlin das „Institut zur wechselseitigen Kenntnis des geistigen Lebens und der öffentlichen Einrichtungen in Deutschland und Japan“ gegründet. Dank des Einsatzes von Solf und Gotō wurde dann im Juni 1927 auch das deutsche Kulturinstitut in Tokio eröffnet.
Wegen Erreichens der Altersgrenze sollte Solf Anfang 1928 abberufen werden. Japan bat bei der deutschen Regierung aber darum, ihn bis Jahresende auf seinem Posten als Botschafter zu belassen, damit er als Doyen des diplomatischen Corps bei den Krönungsfeierlichkeiten des Shōwa-Tennō dem Kaiser die Glückwünsche der Diplomaten übermitteln könne.
Im Dezember 1928 kehrte Solf nach Deutschland zurück. 1929 wurde er Präsident des Japaninstituts Berlin. In seiner Amtszeit pflegte das Institut vor allem den Schwerpunkt Buddhismusforschung, aber Solf förderte auch die Erforschung der Geschichte Japans und stellte moderne japanische Literatur vor. 1930 verlieh ihm die theologische Fakultät der Universität Göttingen den Doktorgrad. In dieser Zeit gelang es ihm auch, eine umfangreiche „Ausstellung von Werken lebender japanischer Maler“ zu organisieren, die Anfang 1931 in der Preußischen Akademie der Künste zu Berlin stattfand. Ihm wurde auch eine Briefmarke von Samoa gewidmet.

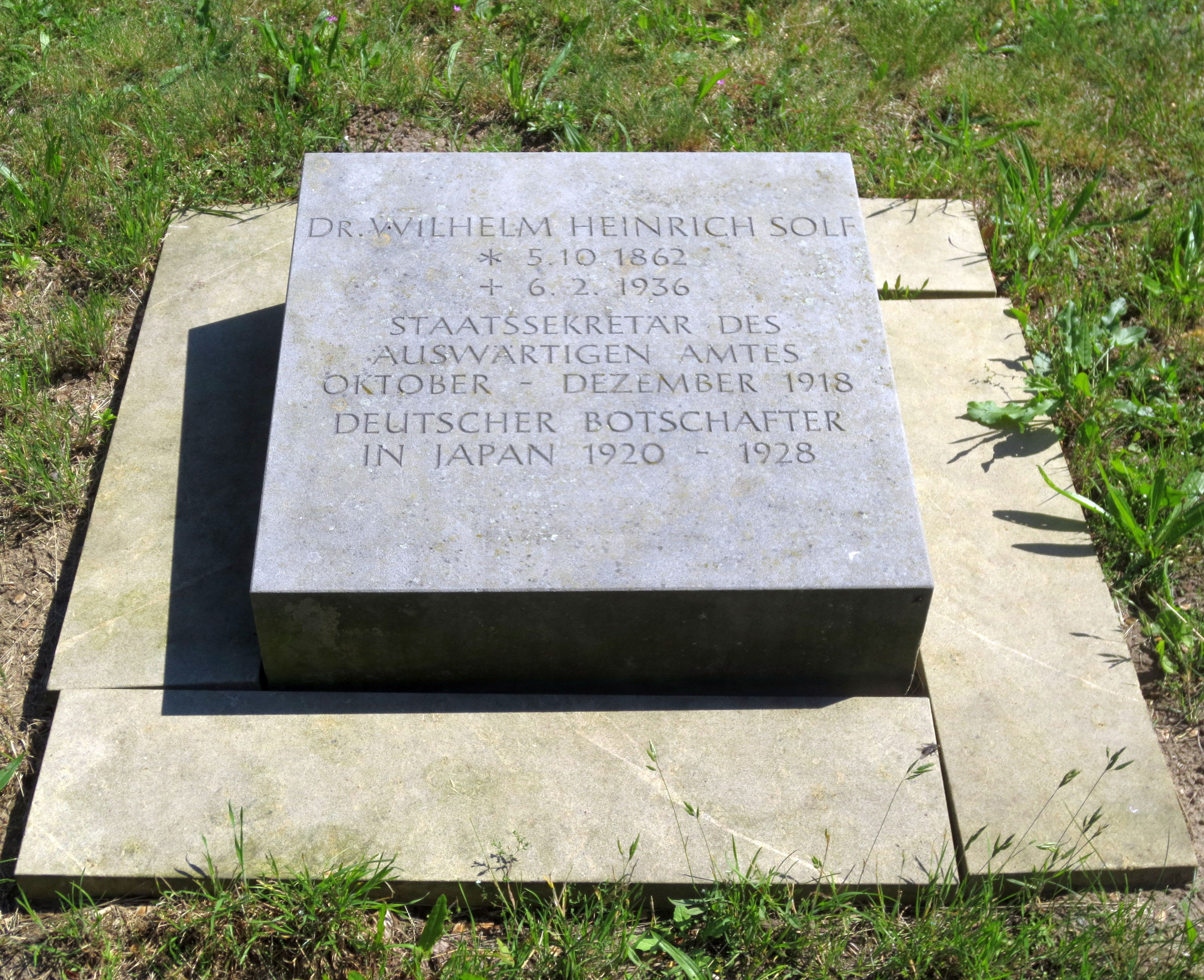
Grab auf dem Invalidenfriedhof, Berlin

Solf stand dem Nationalsozialismus von Anfang an äußerst negativ gegenüber und machte aus seiner Ablehnung auch keinen Hehl. Am 30. Januar 1933 befand er sich bei einer Veranstaltung des SeSiSo-Clubs, dessen Vorsitzender er war. Solf sprach an diesem Abend vom „Finis Germaniae“. Er bemühte sich, jüdischen Gelehrten, Künstlern und Technikern zur Einreise nach Japan zu verhelfen, was durch seine guten Verbindungen in einigen Fällen auch gelang.
Nach seinem Tode im Jahr 1936 trafen sich in der Berliner Wohnung seiner Frau Johanna Kritiker und Gegner des NS-Regimes, die mehrheitlich aus dem diplomatischen Korps des Auswärtigen Amtes und damit aus dem direkten Umfeld Wilhelm Solfs stammten. Der sogenannte „Solf-Kreis“ hielt Kontakt zur militärischen Opposition, war aber nicht an konkreten Umsturzplänen beteiligt.

## Ehrung
Die im Südpazifik tätige Deutschen Handels- und Plantagengesellschaft (DHPG) benannte ihr 1913 erbautes Postschiff Staatssekretär Solf. Fritz Burger schuf 1913 das „Bildnis von Staatssekretär Dr. Solf“, welches 1914 auf mehreren Berliner Ausstellungen zu sehen war.

## Schriften (Auswahl)
- Franz Kielhorn: Grammatik der Sanskrit-Sprache, aus dem Englischen übersetzt von Wilhelm Solf, Berlin 1888.
- Die deutsche Kolonialpolitik. In: Deutschland und der Weltkrieg, hrsg. von Otto Hintze, Friedrich Meinecke, Hermann Oncken, H. Schumacher, Berlin 1916.
- Die Lehren des Weltkriegs für unsere Kolonialpolitik, Stuttgart/Berlin 1916.
- Kolonialpolitik. Mein politisches Vermächtnis, Berlin 1919.
- The New International Conscience. Address to the League of Nations Association of Japan 20. Februar 1928 (Sonderdruck Tokyo 1928).
- Deutschlands politisches Gesicht. In: Europäische Revue, Septemberheft 1930.

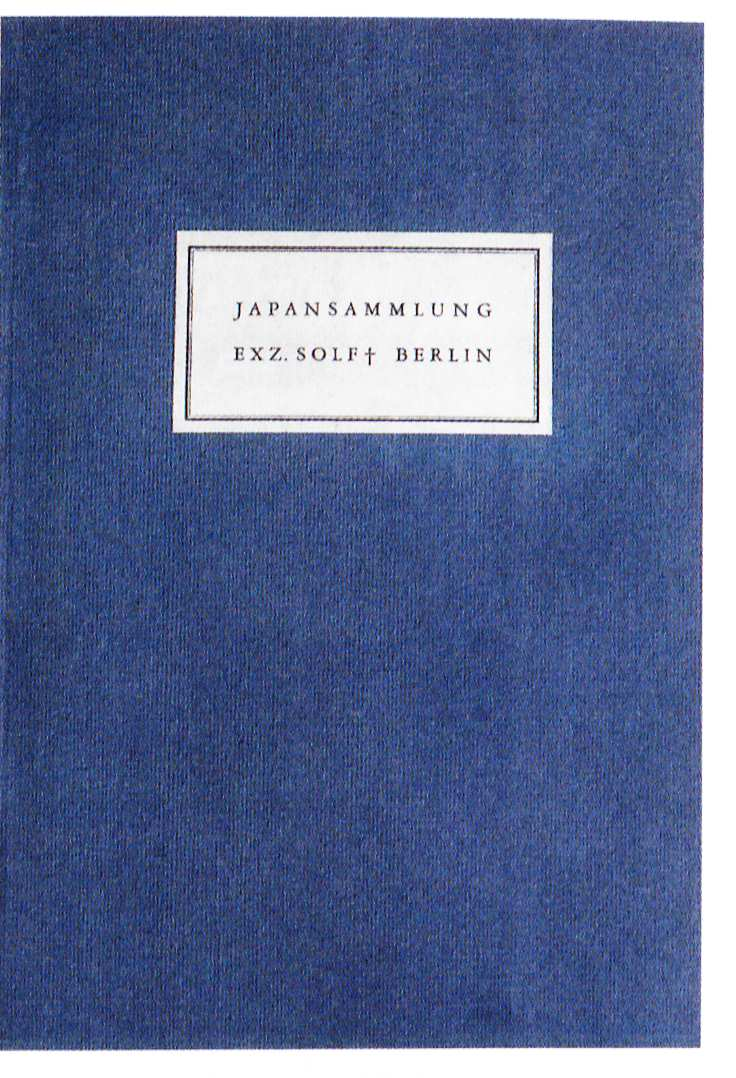
Paul Graupe: Japansammlung Exz. Solf† Berlin. Auktionskatalog 1936